# Tour de France 2024
Il Tour de France 2024, centoundicesima edizione della corsa, valevole come prova dell'UCI World Tour 2024, si svolse in ventuno tappe dal 29 giugno al 21 luglio 2024, per un totale di 3 498 km, con partenza da Firenze e arrivo a Nizza. È stata la prima volta che il Tour è partito dall'Italia, a cent'anni dalla vittoria di Ottavio Bottecchia, primo ciclista italiano a imporsi nella Grande Boucle. È stata inoltre la prima volta che la corsa non si è conclusa a Parigi o nella sua area metropolitana, a causa dei preparativi riguardanti i Giochi della XXXIII Olimpiade che avrebbero preso il via nella capitale francese pochi giorni dopo la conclusione del Tour.
La vittoria fu appannaggio dello sloveno Tadej Pogačar, al suo terzo successo alla Grande Boucle, il quale completò il percorso in 83h38'56" alla media di 41,817 km/h, davanti al danese Jonas Vingegaard e al belga Remco Evenepoel. Sul traguardo di Nizza 141 ciclisti, su 176 partiti da Firenze, portarono a termine la competizione.
Pogačar diventa l'ottavo corridore a compiere nell'arco di un solo anno solare l'accoppiata Giro d'Italia-Tour de France; prima di lui vi erano riusciti campioni del calibro di Fausto Coppi (due volte, nel 1949 e nel 1952), Jacques Anquetil (nel 1964), Eddy Merckx (tre volte, nel 1970, nel 1972 e nel 1974), Bernard Hinault (due volte, nel 1982 e nel 1985), Stephen Roche (nel 1987), Miguel Indurain (due volte, nel 1992 e nel 1993) e Marco Pantani (nel 1998). Parallelamente con le sei vittorie di tappa conquistate al Tour, sommate alle sei vittorie al Giro, ha superato il record di undici vittorie di tappa tra Giro e Tour in un anno solare detenuto da Eddy Merckx dal 1970, portandolo a dodici.

## Descrizione delle tappe
Dopo le prime tre tappe interamente in Italia, il percorso prevede un primo passaggio sulle Alpi con l'arrivo di tappa a Valloire; la prima settimana di corsa termina con l'insidiosa e inedita tappa degli sterrati di Troyes. Dopo il passaggio sul Massiccio Centrale, la corsa arriva sui Pirenei con gli arrivi in salita di Saint-Lary-Soulan Pla d'Adet e Plateau de Beille. La corsa poi ritorna per una seconda volta sulle Alpi ripercorrendo alcune delle strade della Parigi-Nizza come il Col de Turini e il Col de la Couillole e ritorna ad affrontare la mitica Cima della Bonette a 16 anni di distanza dall'ultimo passaggio. Inedita è anche la conclusione della corsa: per la prima volta Nizza è l'arrivo dell'ultima tappa ed è una cronometro a concludere questa edizione della Grande Boucle, per la prima volta da 35 anni.

## Tappe
| Tappa  | Data      | Percorso                                                    | km    | Vincitore di tappa | Leader cl. generale |
| ------ | --------- | ----------------------------------------------------------- | ----- | ------------------ | ------------------- |
| 1ª     | 29 giugno | Firenze (ITA) > Rimini (ITA)                                | 206   | Romain Bardet      | Romain Bardet       |
| 2ª     | 30 giugno | Cesenatico (ITA) > Bologna (ITA)                            | 199,2 | Kévin Vauquelin    | Tadej Pogačar       |
| 3ª     | 1º luglio | Piacenza (ITA) > Torino (ITA)                               | 230,8 | Biniam Girmay      | Richard Carapaz     |
| 4ª     | 2 luglio  | Pinerolo (ITA) > Valloire                                   | 139,6 | Tadej Pogačar      | Tadej Pogačar       |
| 5ª     | 3 luglio  | Saint-Jean-de-Maurienne > Saint-Vulbas                      | 177,4 | Mark Cavendish     | Tadej Pogačar       |
| 6ª     | 4 luglio  | Mâcon > Digione                                             | 163,5 | Dylan Groenewegen  | Tadej Pogačar       |
| 7ª     | 5 luglio  | Nuits-Saint-Georges > Gevrey-Chambertin (cron. individuale) | 25,3  | Remco Evenepoel    | Tadej Pogačar       |
| 8ª     | 6 luglio  | Semur-en-Auxois > Colombey-les-Deux-Églises                 | 183,4 | Biniam Girmay      | Tadej Pogačar       |
| 9ª     | 7 luglio  | Troyes > Troyes                                             | 199   | Anthony Turgis     | Tadej Pogačar       |
|        | 8 luglio  | giorno di riposo                                            |       |                    |                     |
| 10ª    | 9 luglio  | Orléans > Saint-Amand-Montrond                              | 187,3 | Jasper Philipsen   | Tadej Pogačar       |
| 11ª    | 10 luglio | Évaux-les-Bains > Le Lioran                                 | 211   | Jonas Vingegaard   | Tadej Pogačar       |
| 12ª    | 11 luglio | Aurillac > Villeneuve-sur-Lot                               | 203,6 | Biniam Girmay      | Tadej Pogačar       |
| 13ª    | 12 luglio | Agen > Pau                                                  | 165,3 | Jasper Philipsen   | Tadej Pogačar       |
| 14ª    | 13 luglio | Pau > Saint-Lary-Soulan Pla d'Adet                          | 151,9 | Tadej Pogačar      | Tadej Pogačar       |
| 15ª    | 14 luglio | Loudenvielle > Plateau de Beille                            | 197,7 | Tadej Pogačar      | Tadej Pogačar       |
|        | 15 luglio | giorno di riposo                                            |       |                    |                     |
| 16ª    | 16 luglio | Gruissan > Nîmes                                            | 188,6 | Jasper Philipsen   | Tadej Pogačar       |
| 17ª    | 17 luglio | Saint-Paul-Trois-Châteaux > SuperDévoluy                    | 177,8 | Richard Carapaz    | Tadej Pogačar       |
| 18ª    | 18 luglio | Gap > Barcelonnette                                         | 179,5 | Victor Campenaerts | Tadej Pogačar       |
| 19ª    | 19 luglio | Embrun > Isola 2000                                         | 144,6 | Tadej Pogačar      | Tadej Pogačar       |
| 20ª    | 20 luglio | Nizza > Col de la Couillole                                 | 132,8 | Tadej Pogačar      | Tadej Pogačar       |
| 21ª    | 21 luglio | Monte Carlo (MCO) > Nizza (cron. individuale)               | 33,7  | Tadej Pogačar      | Tadej Pogačar       |
| Totale | Totale    | Totale                                                      | 3 498 |                    |                     |

## Squadre e corridori partecipanti
La presentazione delle squadre e dei corridori partecipanti è avvenuta il 27 giugno a Firenze. Effettuato un briefing nel Salone dei Cinquecento a Palazzo Vecchio, sede comunale, dall'antistante piazza della Signoria i vari team, uno alla volta, hanno percorso pedalando alcune strade del centro storico di Firenze fino a raggiungere piazzale Michelangelo dov'era collocato il palco della presentazione.
| N.      | Cod. | Squadra                         |
| ------- | ---- | ------------------------------- |
| 1-8     | TVL  | Team Visma-Lease a Bike         |
| 11-18   | UAD  | UAE Team Emirates               |
| 21-28   | JAY  | Team Jayco AlUla                |
| 31-38   | IGD  | Ineos Grenadiers                |
| 41-48   | LTK  | Lidl-Trek                       |
| 51-58   | DAT  | Decathlon AG2R La Mondiale Team |
| 61-68   | TBV  | Bahrain Victorious              |
| 71-78   | SOQ  | Soudal Quick-Step               |
| 81-88   | RBH  | Red Bull-Bora-Hansgrohe         |
| 91-98   | GFC  | Groupama-FDJ                    |
| 101-108 | ADC  | Alpecin-Deceuninck              |

| N.      | Cod. | Squadra                   |
| ------- | ---- | ------------------------- |
| 111-118 | EFE  | EF Education-EasyPost     |
| 121-128 | LTD  | Lotto Dstny               |
| 131-138 | IPT  | Israel-Premier Tech       |
| 141-148 | COF  | Cofidis                   |
| 151-158 | MOV  | Movistar Team             |
| 161-168 | ARK  | Arkéa-B&B Hotels          |
| 171-178 | IWA  | Intermarché-Wanty         |
| 181-188 | DFP  | Team DSM-Firmenich PostNL |
| 191-198 | AST  | Astana Qazaqstan Team     |
| 201-208 | UXT  | Uno-X Mobility            |
| 211-218 | TEN  | TotalEnergies             |

## Dettagli delle tappe

### 1ª tappa
- 29 giugno: Firenze (ITA) > Rimini (ITA) – 206 km

Risultati
| Pos. | Corridore           | Squadra | Tempo    |
| ---- | ------------------- | ------- | -------- |
| 1    | Romain Bardet       | DSM     | 5h07'22" |
| 2    | Frank van den Broek | DSM     | s.t.     |
| 3    | Wout Van Aert       | Visma   | a 5"     |

| Pos. | Corridore           | Squadra | Tempo    |
| ---- | ------------------- | ------- | -------- |
| 1    | Romain Bardet       | DSM     | 5h07'22" |
| 2    | Frank van den Broek | DSM     | a 4"     |
| 3    | Wout Van Aert       | Visma   | a 11"    |

Descrizione e riassunto
La frazione inaugurale del Tour de France 2024, che per la prima volta nella sua storia parte dall'Italia, si presenta fin da subito molto impegnativa con 3600 metri di dislivello in 206 chilometri di lunghezza e 7 GPM. Durante il tratto di trasferimento a Firenze, il corridore ceco della Soudal Quick-Step Jan Hirt riporta la frattura di tre denti dopo un contatto con uno spettatore, rimanendo comunque in grado di continuare la competizione. Dopo quindici chilometri prende forma la fuga, con sette corridori che riescono ad evadere dal gruppo, tra i quali spiccano Ion Izagirre e Matej Mohorič, ai quali poco dopo si aggiungono Jonas Abrahamsen e Ryan Gibbons. La fuga riesce a staccare il peloton di sei minuti, prima che il Team Jayco AlUla e la EF Education-EasyPost prendano il comando delle operazioni, iniziando una lenta rimonta. È da segnalarsi la crisi di Mark Cavendish, che perde velocemente contatto dal gruppo insieme ai suoi compagni che provvedono a scortarlo. A settanta chilometri dalla conclusione, Izagirre non riesce a mantenere il passo della fuga e nel gruppo è la UAE Team Emirates che prende la testa, imprimendo un ritmo che manda in difficoltà molte ruote veloci, ma anche alcuni scalatori di rilievo, come il francese Lenny Martinez. Nelle successive asperità emergono fra i battistrada l'olandese van den Broek e il norvegese Abrahamsen, il quale si assicura la maglia a pois. Dal gruppo si muove Romain Bardet, riuscendo a portarsi sul compagno di squadra van den Broek. I due, grazie all'ottimo passo tenuto dal transalpino e dalla collaborazione reciproca, rimangono da soli al comando riuscendo a mantenere circa due minuti di gap dal gruppo a trenta chilometri dalla conclusione. In cima all'ultima salita, i due battistrada perdono trenta secondi dal gruppo, ma in discesa riescono a mantenere invariato il vantaggio. Negli ultimi quindici pianeggianti chilometri ha inizio una lotta serrata tra la testa della corsa ed il gruppo, adesso trainato dagli uomini della Visma-Lease a Bike e della Lidl-Trek. A cinque chilometri dalla conclusione resta ancora mezzo minuto di vantaggio alla coppia di testa, che si appresta poco dopo ad affrontare l'ultimo chilometro con un margine di appena dieci secondi sugli inseguitori, i quali tuttavia non riescono ad impensierire in volata il duo della DSM. Ad uscirne vincitore è Romain Bardet, che sarà così il primo ad indossare la Maglia gialla, proprio in occasione della sua ultima partecipazione alla Grande Boucle.

### 2ª tappa
- 30 giugno: Cesenatico (ITA) > Bologna (ITA) – 199,2 km

Risultati
| Pos. | Corridore        | Squadra  | Tempo    |
| ---- | ---------------- | -------- | -------- |
| 1    | Kévin Vauquelin  | Arkéa    | 4h43'42" |
| 2    | Jonas Abrahamsen | Uno-X    | a 36"    |
| 3    | Quentin Pacher   | Groupama | a 49"    |

| Pos. | Corridore        | Squadra | Tempo    |
| ---- | ---------------- | ------- | -------- |
| 1    | Tadej Pogačar    | UAE     | 9h53'30" |
| 2    | Remco Evenepoel  | Soudal  | s.t.     |
| 3    | Jonas Vingegaard | Visma   | s.t.     |

Descrizione e riassunto
La seconda tappa, con partenza da Cesenatico e arrivo a Bologna, presenta un dislivello di 1850 metri in 199 chilometri di lunghezza e 6 GPM, tra i quali il colle del Santuario di San Luca, da ripetersi per due volte all'interno del circuito bolognese in cui si concluderà la frazione. Sotto l'impulso di Jonas Abrahamsen, già fuggitivo nella tappa precedente, undici corridori evadono dal gruppo riuscendo velocemente a staccarlo, cosicché, dopo appena un'ora dall'inizio delle ostilità, la testa della corsa può vantare un vantaggio di oltre sette minuti. Ai piedi del primo colle di giornata, il peloton si riavvicina ai fuggitivi, riuscendo ad abbassare il gap a cinque minuti, prima di rallentare per via di una caduta che coinvolge, tra gli altri, anche Wout Van Aert. A cinquanta chilometri dalla conclusione inizia un forcing deciso della Ineos Grenadiers e della UAE Team Emirates, con il gruppo che così riesce a riportarsi a quattro minuti dalla fuga. Durante il primo passaggio sul colle di San Luca, gli uomini al comando rimangono in tre (Nelson Oliveira, Kévin Vauquelin e Jonas Abrahamsen, il quale è al comando della Classifica a punti e della Classifica scalatori), prima che, sull'ultima asperità di tappa, il francese della Arkéa-B&B Hotels Vauquelin riesca ad allungare sugli altri fuggitivi, guadagnando un margine di cinquanta secondi. Nel gruppo, si avvicendano alla testa prima gli uomini della Visma-Lease a Bike, poi il portacolori della UAE Adam Yates, il quale prepara l'attacco del capitano Tadej Pogačar, che scatta a cinquecento metri dal GPM. Subito, però, il capitano danese della Visma Jonas Vingegaard neutralizza l'attacco dello sloveno, portandosi alla sua ruota prima dello scollinamento. I due collaborano in discesa, mentre il belga Remco Evenepoel, un altro dei favoriti alla vigilia per la vittoria finale, si unisce a Richard Carapaz cercando di rientrare sulla coppia e riuscendovi sul finale grazie anche ad un'ottima trenata in pianura del belga della Soudal Quick-Step. Il suddetto quartetto, insieme al francese Quentin Pacher, reduce dalla fuga, conclude guadagnando un margine di ventun secondi sugli uomini di classifica, tra cui Romain Bardet, che perde così per soli sei secondi la Maglia gialla, la quale cade sulle spalle dello sloveno Pogačar. A trionfare sul traguardo bolognese è Vauquelin, davanti ad Abrahamsen e al connazionale Pacher.

### 3ª tappa
- 1º luglio: Piacenza (ITA) > Torino (ITA) – 230,8 km

Risultati
| Pos. | Corridore        | Squadra     | Tempo    |
| ---- | ---------------- | ----------- | -------- |
| 1    | Biniam Girmay    | Intermarché | 5h26'48" |
| 2    | Fernando Gaviria | Movistar    | s.t.     |
| 3    | Arnaud De Lie    | Lotto       | s.t.     |

| Pos. | Corridore       | Squadra | Tempo     |
| ---- | --------------- | ------- | --------- |
| 1    | Richard Carapaz | EF      | 15h21'41" |
| 2    | Tadej Pogačar   | UAE     | s.t.      |
| 3    | Remco Evenepoel | Soudal  | s.t.      |

Descrizione e riassunto
La terza frazione, la più lunga della competizione con i suoi 230 chilometri, si presenta con soli 1100 metri di dislivello totale, rendendosi così la prima adatta alle ruote veloci, nonostante la presenza di tre facili GPM di quarta categoria tali da non scompaginare i piani dei velocisti. I ritmi nel gruppo si rivelano fin da subito blandi, con nessun corridore che tenta, almeno nelle fasi iniziali, di azzardare una fuga, dopo il tentativo fallito, durante i primi chilometri, di Jonas Abrahamsen e Johannes Kulset. In testa al gruppo, provvedono a dettare il ritmo Jonas Rickaert e Tim Declercq, rispettivamente appartenenti alla Alpecin-Deceuninck e alla Lidl-Trek. Sul GPM di Tortona, posto a 160 chilometri dalla conclusione e dedicato a Fausto Coppi, il mai domo Abrahamsen transita per primo e guadagna un punto nella Classifica scalatori, mentre, al traguardo volante, è Mads Pedersen a vincere lo sprint; Matteo Sobrero riesce, invece, ad imporsi nel secondo GPM. A 65 chilometri dal termine riesce a materializzarsi il primo attacco di giornata, grazie al corridore francese della TotalEnergies Fabien Grellier. L'avanscoperta della fuga solitaria resiste per poco più di trenta chilometri, prima di venir riassorbita dal peloton. Entrato nelle fasi finali della tappa, il gruppo alza notevolmente il ritmo, con le formazioni dei velocisti che cercano di mantenersi in testa. A cinquemila metri dall'arrivo viene testata una novità regolamentare dell'UCI venendo applicata anticipatamente la regola dei tre chilometri. Il gruppo, negli ultimi duemila metri, si spezza per via di una caduta che coinvolge, tra gli altri, anche il detentore della Maglia verde Jasper Philipsen, che già aveva dovuto rinunciare al compagno Mathieu van der Poel, vittima di una foratura. La Intermarché-Wanty percorre in testa l'ultimo chilometro prima di sfilarsi; a cinquecento metri dal traguardo parte per primo Oliver Naesen, seguito dai gregari di Mads Pedersen che tirano la volata al danese, il quale, però, si vede rimontato da un folto manipolo di sprinter. A trionfare è l'eritreo della Intermarché-Wanty Biniam Girmay, che anticipa Fernando Gaviria e Arnaud De Lie. Richard Carapaz, grazie anche alla scorta di Marijn van den Berg, chiude in quattordicesima posizione riuscendo a far sua, per via della minor somma di piazzamenti, la Maglia gialla.

### 4ª tappa
- 2 luglio: Pinerolo (ITA) > Valloire – 139,6 km

Risultati
| Pos. | Corridore       | Squadra | Tempo    |
| ---- | --------------- | ------- | -------- |
| 1    | Tadej Pogačar   | UAE     | 3h46'38" |
| 2    | Remco Evenepoel | Soudal  | a 35"    |
| 3    | Juan Ayuso      | UAE     | s.t.     |

| Pos. | Corridore        | Squadra | Tempo     |
| ---- | ---------------- | ------- | --------- |
| 1    | Tadej Pogačar    | UAE     | 19h06'38" |
| 2    | Remco Evenepoel  | Soudal  | a 45"     |
| 3    | Jonas Vingegaard | Visma   | a 50"     |

Descrizione e riassunto
La quarta tappa, con partenza da Pinerolo ed arrivo sul suolo francese di Valloire, si presenta come la prima d'alta montagna con 3600 metri di dislivello totale e tre GPM alpini, tra cui uno hors catégorie: il mitico Col du Galibier. Lo scorcio embrionale della frazione vede diversi corridori, tra cui Wout Van Aert e Mads Pedersen, tentar di andare in fuga, senza però riuscirvi in maniera definitiva. Poco dopo, un manipolo di diciassette uomini, comprendente anche Mathieu van der Poel e tre corridori distanti due minuti e mezzo dalla vetta della classifica generale, riesce a staccarsi dal gruppo guadagnando rapidamente un minuto. Il vantaggio salirà poi, ai piedi del secondo GPM della tappa, il Col de Montgenèvre, fino a tre minuti. Il peloton, trainato dagli uomini della UAE Team Emirates, lima il distacco che, a dieci chilometri dal Col du Galibier, scende sotto al minuto e, nei chilometri successivi, i fuggitivi vengono man mano riassorbiti dal gruppo, il quale risulta essere già piuttosto selezionato. Sul Galibier, il ritmo imposto da Pavel Sivakov, João Almeida e Juan Ayuso manda in crisi diversi uomini di classifica, tra cui la Maglia Gialla Richard Carapaz, Enric Mas, Aleksandr Vlasov, Matteo Jorgenson e lo stesso Adam Yates, compagno di squadra dei tre. Rimangono, quindi, in testa alla corsa Tadej Pogačar (accompagnato dai succitati tre gregari), Jonas Vingegaard, Primož Roglič, Carlos Rodríguez, Remco Evenepoel e Mikel Landa. Ad ottocento metri dallo scollinamento del Galibier Pogačar attacca, con Vingegaard ed Evenepoel che cercano di stargli a ruota. Il belga della Soudal Quick-Step è costretto a cedere dopo pochi metri, mentre il capitano della Visma-Lease a Bike, dopo aver resistito alla violenta accelerazione dello sloveno, perde contatto smarrendo dieci secondi al GPM, dove Pogačar guadagna anche otto secondi di abbuono. Evenepoel scollina a venti secondi dal battistrada, mentre Rodriguez, Roglič e Ayuso ne perdono trenta. In discesa, il distacco di Vingegaard lievita fino a raggiungere i venticinque secondi; Evenepoel, invece, si vede raggiunto e sorpassato dal suddetto trio, prima di riuscire a riaccodarsi, a cinque chilometri dal traguardo. Il ristretto manipolo raggiunge anche Vingegaard, rimanendo a circa trentacinque secondi da Pogačar, il quale trionfa sul traguardo di Valloire, ritornando leader della classifica generale. A conquistare la piazza d'onore è Evenepoel, che vince la volata ristretta e guadagna anche tre secondi di abbuono, issandosi così al secondo posto generale, a quarantacinque secondi da Pogačar. Il podio è completato da Ayuso, che termina davanti a Roglič. Vingegaard chiude quinto ed in classifica generale è terzo, a cinquanta secondi dalla Maglia gialla.

### 5ª tappa
- 3 luglio: Saint-Jean-de-Maurienne > Saint-Vulbas – 177,4 km

Risultati
| Pos. | Corridore          | Squadra | Tempo    |
| ---- | ------------------ | ------- | -------- |
| 1    | Mark Cavendish     | Astana  | 4h08'46" |
| 2    | Jasper Philipsen   | Alpecin | s.t.     |
| 3    | Alexander Kristoff | Uno-X   | s.t.     |

| Pos. | Corridore        | Squadra | Tempo     |
| ---- | ---------------- | ------- | --------- |
| 1    | Tadej Pogačar    | UAE     | 23h15'24" |
| 2    | Remco Evenepoel  | Soudal  | a 45"     |
| 3    | Jonas Vingegaard | Visma   | a 50"     |

Descrizione e riassunto
La quinta tappa, con partenza da Saint-Jean-de-Maurienne e arrivo a Saint-Vulbas nel dipartimento dell'Ain, presenta un dislivello di soli 1050 metri in 177 chilometri e due GPM di quarta categoria lontani dal traguardo, prestandosi, quindi, ad un altro arrivo in volata. All'inizio della frazione i ritmi del gruppo si rivelano, come già successo nella terza tappa, molto lenti. I primi corridori a tentare una fuga sono due svizzeri: Stefan Küng e Stefan Bissegger; i due, però, desistono a seguito della reazione del gruppo ed al comando della corsa rimane il francese della Groupama-FDJ Clément Russo, il quale decide di perseguire il tentativo di fuga, insieme al connazionale della TotalEnergies Mattéo Vercher, che lo raggiunge poco dopo. I due battistrada guadagnano rapidamente, portandosi a quasi cinque minuti dal peloton, prima che quest'ultimo inizi a contenere il gap, grazie al lavoro di Tim Declercq e Silvan Dillier. Il distacco, ai piedi del primo GPM di giornata, la Côte du Cheval Blanc, scende fino a due minuti e trenta, prima di calare ulteriormente prima dello sprint intermedio. Il ricongiungimento avviene a trentacinque chilometri dal traguardo, poco dopo il Côte de Lhuis. Nelle fasi finali della tappa, il gruppo alza notevolmente il ritmo e le formazioni dei velocisti battagliano per posizionare al meglio i propri sprinter. A duemila metri dal termine è la Lotto Dstny di Arnaud De Lie a trovarsi in testa al gruppo, mentre si trova più in difficoltà la Lidl-Trek di Mads Pedersen. Entrati nell'ultimo chilometro, Mathieu van der Poel si prepara a lanciare la volata a Jasper Philipsen, il quale è seguito a ruota da Mark Cavendish. Il britannico si sposta e prende la scia di Pascal Ackermann, mentre un altro tra i favoriti per la vittoria di tappa, Pedersen, subisce una brutta caduta. A giocarsi la volata rimangono perciò in due: Cavendish e Philipsen. Cannonball, lanciato dallo stesso Ackermann, esce in testa nel rettilineo finale e il belga della Alpecin-Deceuninck non può far altro che accodarsi e arrendersi alla violenta accelerazione del britannico. Cavendish quindi trionfa, diventando il ciclista con più vittorie di tappa nella storia del Tour, trentacinque, superando il precedente primato appartenente a Eddy Merckx. Il podio è completato da Alexander Kristoff, mentre Biniam Girmay, nuova Maglia verde, è solo nono.

### 6ª tappa
- 4 luglio: Mâcon > Digione – 163,5 km

Risultati
| Pos. | Corridore         | Squadra     | Tempo    |
| ---- | ----------------- | ----------- | -------- |
| 1    | Dylan Groenewegen | Jayco       | 3h31'55" |
| 2    | Biniam Girmay     | Intermarché | s.t.     |
| 3    | Fernando Gaviria  | Movistar    | s.t.     |

| Pos. | Corridore        | Squadra | Tempo     |
| ---- | ---------------- | ------- | --------- |
| 1    | Tadej Pogačar    | UAE     | 26h47'19" |
| 2    | Remco Evenepoel  | Soudal  | a 45"     |
| 3    | Jonas Vingegaard | Visma   | a 50"     |

Descrizione e riassunto
La sesta tappa, anch'essa adatta alle ruote veloci, parte da Mâcon e termina a Digione, dopo 163 chilometri, appena mille metri di dislivello totale ed un solo GPM di quarta categoria sito ad inizio frazione: il Col du Bois Clair. L'inizio della corsa vede gli uomini di classifica schierarsi in testa al gruppo per paura di possibili ventagli causati dal vento laterale ed, in vista dell'unica asperità di giornata, l'allungo di Axel Zingle e Jonas Abrahamsen, il quale transita per primo al GPM; i due fuggitivi, dopo lo scollinamento, desistono dal loro tentativo. Il primo posto del traguardo volante è invece conquistato da Jasper Philipsen, che precede Biniam Girmay e Mads Pedersen. A circa ottanta chilometri dal termine, la Visma-Lease a Bike si porta in testa al gruppo attuando, grazie al lavoro di Wout Van Aert e Tiesj Benoot, un forcing deciso, che spezza in due il gruppo. La schiera al comando è composta da circa sessanta uomini e comprende, oltre agli uomini della Visma, anche la Red Bull-Bora-Hansgrohe e Tadej Pogačar, lasciato solo dai compagni, rimasti nel secondo gruppo. A settanta chilometri dal traguardo, però, vi è il ricongiungimento delle due sezioni del peloton, per via anche della diminuzione dell'intensità del vento. La situazione si tranquillizza e il gruppo si avvicina inesorabilmente all'arrivo in volata. Negli ultimi dieci chilometri si alzano i ritmi, con l'Astana Qazaqstan Team, la Lidl-Trek e l'Alpecin-Deceuninck che monopolizzano le prime posizioni del gruppo. La Uno-X Mobility, negli ultimi mille metri, prende la testa, prima che Mathieu van der Poel si prepari a lanciare la volata al compagno Philipsen. Dal lato opposto della carreggiata Dylan Groenewegen prende la scia di Arnaud De Lie e beffa al fotofinish il belga della Alpecin-Deceuninck, che verrà poi declassato in centosettesima posizione per volata irregolare, avendo ostacolato Wout Van Aert. Guadagna quindi la seconda posizione Girmay, leader della classifica a punti con un margine di trentotto punti su Mads Pedersen. Completa il podio il colombiano della Movistar Fernando Gaviria.

### 7ª tappa
- 5 luglio: Nuits-Saint-Georges > Gevrey-Chambertin – Cronometro individuale – 25,3 km

Risultati
| Pos. | Corridore       | Squadra  | Tempo  |
| ---- | --------------- | -------- | ------ |
| 1    | Remco Evenepoel | Soudal   | 28'52" |
| 2    | Tadej Pogačar   | UAE      | a 12"  |
| 3    | Primož Roglič   | Red Bull | a 34"  |

| Pos. | Corridore        | Squadra | Tempo     |
| ---- | ---------------- | ------- | --------- |
| 1    | Tadej Pogačar    | UAE     | 27h16'23" |
| 2    | Remco Evenepoel  | Soudal  | a 33"     |
| 3    | Jonas Vingegaard | Visma   | a 1'15"   |

Descrizione e riassunto
La settima tappa, prima cronometro individuale di questa edizione del Tour, presenta un percorso lungo 25,3 chilometri quasi interamente pianeggiante, eccettuato il breve strappo di Reulle-Vergy (1,6 km al 6,5% di pendenza media), ed ha inizio dal comune transalpino situato nel dipartimento della Côte-d'Or di Nuits-Saint-Georges per terminare poi a Gevrey-Chambertin. Tra gli outsider alla vigilia della tappa sono da segnalare le ottime prestazioni da parte dei due elvetici Stefan Bissegger e Stefan Küng, classificatisi rispettivamente in decima e dodicesima posizione, di Ben Healy, che ha guadagnato la nona piazza, del corridore di casa e già vincitore di tappa Kévin Vauquelin, sesto, e di Victor Campenaerts, quinto a pari tempo con lo stesso Vauquelin, ma davanti in graduatoria considerando i decimi di secondo. Il belga della Lotto Dstny è rimasto al comando della classifica provvisoria per gran parte della tappa, dato che uomini di classifica quali Carlos Rodríguez (diciassettesimo), Juan Ayuso (quindicesimo), Aleksandr Vlasov (undicesimo), João Almeida (ottavo) e Matteo Jorgenson (settimo) non sono riusciti ad impensierirlo, prima che i quattro grandi favoriti per la vittoria finale battagliassero proprio per le prime quattro posizioni. Il capitano della Red Bull-Bora-Hansgrohe Primož Roglič ha guadagnato la terza piazza, con un distacco di trentaquattro secondi dal vincitore, il quale si è rivelato il campione del mondo a cronometro Remco Evenepoel, che ha trionfato, malgrado un problema meccanico nel finale, concludendo il percorso in ventotto minuti e cinquantadue secondi. Al secondo posto si è insediata la Maglia gialla di Tadej Pogačar, staccata di soli dodici secondi dal belga della Soudal Quick-Step, mentre Jonas Vingegaard non sale sul podio per soli tre secondi, concludendo a trentasette secondi dalla vetta. In classifica generale, Pogačar difende un margine di trentatré secondi su Evenepoel, con Vingegaard che perde contatto, trovandosi adesso ad un minuto e quindici dal leader, pur mantenendo il terzo posto. Guadagna la quarta piazza Roglič, ad un minuto e trentasei da Pogačar, sorpassando lo spagnolo Ayuso.

### 8ª tappa
- 6 luglio: Semur-en-Auxois > Colombey-les-Deux-Églises – 183,4 km

Risultati
| Pos. | Corridore        | Squadra     | Tempo    |
| ---- | ---------------- | ----------- | -------- |
| 1    | Biniam Girmay    | Intermarché | 4h04'50" |
| 2    | Jasper Philipsen | Alpecin     | s.t.     |
| 3    | Arnaud De Lie    | Lotto       | s.t.     |

| Pos. | Corridore        | Squadra | Tempo     |
| ---- | ---------------- | ------- | --------- |
| 1    | Tadej Pogačar    | UAE     | 31h21'13" |
| 2    | Remco Evenepoel  | Soudal  | a 33"     |
| 3    | Jonas Vingegaard | Visma   | a 1'15"   |

Descrizione e riassunto
L'ottava tappa, con partenza da Semur-en-Auxois ed arrivo a Colombey-les-Deux-Églises, presenta un dislivello di 2400 metri in 183 chilometri e cinque GPM, di cui tre di quarta categoria e due di terza, prestandosi così ad un possibile arrivo di una fuga oppure ad una volata. Alla vigilia della frazione, è da segnalarsi il ritiro di Mads Pedersen, che aveva subito una caduta nel finale della quinta tappa i cui postumi sono andati ad accentuarsi col proseguimento della competizione costringendo il danese all'abbandono. L'inizio della frazione vede il tentativo di fuga da parte di Neilson Powless, Stefan Bissegger e della Maglia a pois Jonas Abrahamsen, i quali costruiscono un margine di due minuti dal gruppo. Abrahamsen transita per primo al GPM della Côte de Vitteaux, mentre dal gruppo tentano di evadere, dopo Powless e Bissegger, altri due alfieri della EF Education-EasyPost, ovvero Alberto Bettiol e Ben Healy, non riuscendo, però, nel loro intento. Poco dopo è Romain Grégoire a tentar l'attacco, venendo poi raggiunto da un manipolo di quindici corridori, comprendente anche Mathieu van der Poel. Il gruppo, però, non lascia spazio neutralizzando il tentativo dei succitati attaccanti; davanti, invece, si arrendono Powless e Bissegger, che lasciano al comando il solo Abrahamsen. Tenta poi l'allungo Jordan Jegat, portandosi ad un minuto e trenta dal battistrada, che a sua volta ha circa tre minuti di margine dal peloton, prima di desistere e farsi riassorbire. Il ritardo del gruppo da Abrahamsen, che passa davanti in tutti i GPM ed al traguardo volante di Lamargelle, nel quale transiterà secondo Biniam Girmay, sale vertiginosamente, arrivando a toccare i sei minuti. A cento chilometri dal traguardo, il plotone inizia a ricucire il margine dal norvegese, il quale mantiene comunque un'ottima andatura. Il ricongiungimento avviene a dieci chilometri dalla conclusione, con il gruppo che si prepara ad un arrivo in volata, nonostante l'assenza di alcuni sprinter che non sono riusciti a far fronte alle asperità della tappa. Negli ultimi mille metri, vi è al comando la Cofidis, con Bryan Coquard che tuttavia sbaglia i tempi per la volata partendo troppo presto. Scatta poi Jasper Philipsen, seguito da Girmay ed Arnaud De Lie, il quale rimane, però, chiuso dagli altri due, che così duellano per la volata. A spuntarla è l'eritreo della Intermarché-Wanty, diventando il primo corridore dell'edizione a vincere due tappe. I distacchi tra le prime posizioni in classifica generale rimangono invariati, mentre per ciò che concerne la classifica a punti, lo stesso Girmay estende il proprio vantaggio su Philipsen, il quale si trova adesso ad ottantotto punti dalla Maglia verde.

### 9ª tappa
- 7 luglio: Troyes > Troyes – 199 km

Risultati
| Pos. | Corridore      | Squadra       | Tempo    |
| ---- | -------------- | ------------- | -------- |
| 1    | Anthony Turgis | TotalEnergies | 4h19'43" |
| 2    | Thomas Pidcock | Ineos         | s.t.     |
| 3    | Derek Gee      | Israel        | s.t.     |

| Pos. | Corridore        | Squadra | Tempo     |
| ---- | ---------------- | ------- | --------- |
| 1    | Tadej Pogačar    | UAE     | 35h42'42" |
| 2    | Remco Evenepoel  | Soudal  | a 33"     |
| 3    | Jonas Vingegaard | Visma   | a 1'15"   |

Descrizione e riassunto
La nona tappa, con partenza ed arrivo a Troyes, presenta un dislivello totale di 2000 metri, quattro GPM di quarta categoria (la Côte de Bergeres, la Côte de Baroville, la Côte de Val Frion e la Côte de Chacenay), e quattordici settori di strada sterrata (i cosiddetti chemins blancs, o "strade bianche") per un totale di trentadue chilometri di percorso non asfaltato. L'inizio della frazione vede molteplici tentativi di fuga: un manipolo di tre uomini, comprendente anche Jonas Abrahamsen, viene immediatamente ripreso dal gruppo; tenta poi l'allungo Stefan Bissegger, non riuscendovi; ad attaccare, poi, è un drappello di cinque uomini, che include anche Romain Grégoire e Derek Gee, ma anche questo tentativo viene neutralizzato poco dopo dal plotone. Dopo quaranta chilometri dall'inizio della tappa, riescono ad allungare dieci corridori, tra i quali spiccano Jasper Stuyven, Aleksej Lucenko, Anthony Turgis, Neilson Powless ed il già attaccante Derek Gee. La fuga transita nel primo settore di sterrato con un margine di venti secondi dal peloton, dal quale continuano gli attacchi. Axel Zingle e Alex Aranburu riescono a raggiungere la fuga poco prima della Côte de Bergeres. Si staccano dal gruppo anche Thomas Pidcock e Ben Healy che, aiutati da Powless, sfilatosi dai battistrada, si portano alla testa della corsa. Dal plotone si staccano altri due drappelli di corridori: il primo, composto da sei uomini, comprende anche Arnaud De Lie, Romain Grégoire e Stefan Küng, mentre il secondo, di cinque, include pure Matej Mohorič e Michael Matthews. Al secondo tratto di sterrato, i quattordici al comando possono vantare un margine di un minuto e venticinque secondi sul primo gruppo inseguitore, di due minuti sul secondo e di due minuti e venticinque secondi sul peloton. Nel suddetto settore di strada sterrata, molti corridori sono costretti a rallentare, causando una frattura nel gruppo, in cui restano davanti circa trenta corridori, tra i quali sono presenti buona parte degli uomini di classifica, tra cui Tadej Pogačar, Jonas Vingegaard e Remco Evenepoel, mentre rimangono attardati Primož Roglič e Juan Ayuso. Il gruppo Maglia gialla riprende il secondo drappello inseguitore, portandosi a venti secondi dal primo, che a sua volta ha un distacco di un minuto e trenta dai battistrada. Rogliĉ, staccato di ventisei secondi dalla prima sezione del gruppo, grazie all'aiuto dei suoi compagni Bob Jungels e Matteo Sobrero, nonché di quello di alcuni uomini della Soudal Quick-Step e della Ineos Grenadiers, riesce a ricucire lo svantaggio. Poco dopo, viene riassorbito anche il primo gruppo degli inseguitori. Al terzo settore di sterrato, Vingegaard rimane vittima di una foratura e, per non perdere terreno dal gruppo aspettando l'ammiraglia, il compagno Jan Tratnik gli cede la sua bici. A novanta chilometri dalla conclusione attacca Pogačar, subito seguito da Evenepoel, Christophe Laporte e Matteo Jorgenson; Vingegaard rimane attardato e, così, il compagno Laporte gli viene in soccorso e neutralizza l'azione dello sloveno trainando il gruppo. Negli sterrati successivi, sarà poi Evenepoel ad attaccare: il belga piazza un'accelerazione decisa in un tratto in forte pendenza a ottanta chilometri dal termine; la Visma-Lease a Bike non segue il capitano della Soudal Quick-Step e, perciò, decide di agire il solo Pogačar, seguito da Vingegaard. I due vincitori delle ultime quattro edizioni si riportano su Evenepoel ed i tre raggiungono i battistrada salvo poi rientrare nel gruppo, trainato, nel frattempo, dal compagno di Roglič Jai Hindley. Tra i fuggitivi, non riescono a tenere il passo il transalpino Zingle e il belga Maxim Van Gils che, così, vengono ripresi dal plotone. Nel settore otto, Evenepoel è vittima di un problema meccanico ritrovandosi nelle ultime posizioni del gruppo; il belga riesce, tuttavia, a riportarsi tra i primi di un ormai molto selezionato peloton. Michael Matthews, quando mancano cinquanta chilometri al traguardo, dà il via ad un nuovo attacco, con lo scopo di riportarsi sulla testa della corsa, dato anche l'esiguo distacco. Seguono l'australiano sei corridori, tra cui Mathieu van der Poel e Biniam Girmay. Gli inseguitori, che riusciranno a portarsi fino a trenta secondi dai leader, non riescono, però, a finalizzare l'azione, lasciando così la vittoria nelle mani dei fuggitivi della prima ora. Jasper Stuyven prova ad allungare, negli ultimi dieci chilometri, sui compagni di fuga, guadagnando un margine di quindici secondi, ma, nell'ultimo chilometro, gli inseguitori, grazie al lavoro di Lucenko, riescono a riportarsi sul belga della Lidl-Trek, preparandosi ad un arrivo in volata. A trionfare sul traguardo di Troyes nello sprint finale è il francese Anthony Turgis, che riesce a beffare Thomas Pidcock e Derek Gee. I primi inseguitori concludono con un distacco di un minuto e diciassette secondi mentre nel gruppo si è assistito a dei nuovi attacchi. Pogačar ed Evenepoel hanno provato a staccare Vingegaard ma, prontamente, la Visma, grazie al lavoro di Laporte e Jorgenson, è riuscita a neutralizzare ogni tentativo di attacco, permettendo, così, al loro capitano di non perdere terreno. Il plotone conclude ad un minuto e quarantotto secondi dalla vetta e i distacchi, in classifica generale, rimangono inalterati fra i primi quattro, ovverosia Tadej Pogačar, Remco Evenepoel, Jonas Vingegaard e Primož Roglič. Nella classifica a punti, d'altro canto, Biniam Girmay estende il proprio vantaggio su Jasper Philipsen a novantasei punti. Jonas Abrahamsen difende la Maglia a pois con un margine di tredici punti su Pogačar.

### 10ª tappa
- 9 luglio: Orléans > Saint-Amand-Montrond – 187,3 km

Risultati
| Pos. | Corridore        | Squadra     | Tempo    |
| ---- | ---------------- | ----------- | -------- |
| 1    | Jasper Philipsen | Alpecin     | 4h20'06" |
| 2    | Biniam Girmay    | Intermarché | s.t.     |
| 3    | Pascal Ackermann | Israel      | s.t.     |

| Pos. | Corridore        | Squadra | Tempo     |
| ---- | ---------------- | ------- | --------- |
| 1    | Tadej Pogačar    | UAE     | 40h02'48" |
| 2    | Remco Evenepoel  | Soudal  | a 33"     |
| 3    | Jonas Vingegaard | Visma   | a 1'15"   |

Descrizione e riassunto
La decima tappa, con partenza da Orléans ed arrivo a Saint-Amand-Montrond, presenta un percorso quasi interamente pianeggiante con soltanto 950 metri di dislivello in 187 chilometri e nessun GPM, rendendosi così adatta alle ruote veloci. L'inizio della frazione è caratterizzato da un ritmo molto blando da parte del peloton e dal tentativo di fuga di Kobe Goossens e Harm Vanhoucke. I due fuggitivi proseguono in testa fino al traguardo volante di Romorantin-Lanthenay, in cui transita per primo Goossens, seguito dal compagno di fuga e da Jasper Philipsen, prima di desistere e farsi riassorbire dal gruppo a quasi centoventi chilometri dalla conclusione. Il gruppo procede, quindi, placidamente verso la volata finale, con il vento che non minaccia possibili ventagli. I ritmi si alzano nelle fasi finali della corsa; la Alpecin-Deceuninck per Philipsen e la Visma-Lease a Bike per Wout Van Aert rivaleggiano per l'egemonia delle prime posizioni, con la compagine belga che riesce ad imporsi negli ultimi quattro chilometri. Mathieu van der Poel lancia alla perfezione lo sprint del compagno Philipsen, che finalizza l'azione vincente dominando la volata e trionfando sul traguardo di Saint-Amand-Montrond. La Maglia verde Biniam Girmay riesce a far sua la seconda posizione, seguito da Pascal Ackermann e Wout Van Aert. Nella classifica a punti, Philipsen accorcia a settantaquattro punti il distacco dalla vetta.

### 11ª tappa
- 10 luglio: Évaux-les-Bains > Le Lioran – 211 km

Risultati
| Pos. | Corridore        | Squadra | Tempo    |
| ---- | ---------------- | ------- | -------- |
| 1    | Jonas Vingegaard | Visma   | 4h58'00" |
| 2    | Tadej Pogačar    | UAE     | s.t.     |
| 3    | Remco Evenepoel  | Soudal  | a 25"    |

| Pos. | Corridore        | Squadra | Tempo     |
| ---- | ---------------- | ------- | --------- |
| 1    | Tadej Pogačar    | UAE     | 45h00'34" |
| 2    | Remco Evenepoel  | Soudal  | a 1'06"   |
| 3    | Jonas Vingegaard | Visma   | a 1'14"   |

Descrizione e riassunto
L’undicesima tappa, con partenza da Évaux-les-Bains ed arrivo a Le Lioran, presenta un dislivello di 4350 metri in 211 chilometri e sei GPM, di cui uno di quarta categoria (la Côte de Mouilloux), due di terza (la Côte de Larodde e il Col de Font de Cère), due di seconda (il Col de Néronne e il Col de Pertus) e uno di prima categoria (il Puy Mary Pas de Peyrol). La prima metà della frazione offre un profilo altimetrico alquanto mosso, con soli due GPM presenti, ma negli ultimi cinquanta chilometri le quattro rimanenti asperità saranno da affrontare in sequenza, inframmezzate da ripide discese. I ritmi, fin dall’inizio delle ostilità, si rivelano molto alti, con l’avvicendarsi di diversi tentativi di fuga. Tenta di allungare un terzetto composto da Tobias Halland Johannessen, Quentin Pacher e Kévin Vauquelin, seguito poi da una dozzina di corridori, comprendente anche Thomas Pidcock, Richard Carapaz e Ben Healy. Il gruppo, però, sotto l’impulso della Lidl-Trek e della Jayco AlUla, neutralizza il tentativo degli attaccanti. Si registrano, poi, i fallimentari tentativi di Christophe Laporte, dello stesso Healy, di David Gaudu, di Romain Bardet e, di nuovo, di Carapaz, che trascina con sé, tra gli altri, anche Cristián Rodríguez, Magnus Cort, Anthony Turgis, Mattéo Vercher, Axel Zingle e Toms Skujinš. Turgis transita per primo al traguardo volante di Bourg-Lastic, prima che il manipolo dei fuggitivi venga ripreso dal gruppo. Carapaz riprova ad allungare un'altra volta, questa volta in discesa ed insieme al francese Vercher. Il tentativo va in porto e, poco dopo, il duo di testa viene raggiunto da Oier Lazkano, Oscar Onley, Ben Healy e Paul Lapeira. Nel plotone, intanto, sono costretti a staccarsi, per via anche del sollecito passo, i due alfieri della Cofidis Ion Izagirre e Alexis Renard (i quali si ritireranno poco dopo), Fred Wright, Mathieu van der Poel e Pello Bilbao. Un quintetto transalpino, composto da Romain Grégoire, Julien Bernard, Bruno Armirail, Axel Zingle e Guillame Martin, tenta di riportarsi sui battistrada, riuscendovi, ad eccezione del solo Zingle. A cento chilometri dal traguardo, i fuggitivi possono godere di un vantaggio di circa due minuti e trenta sul peloton, prima che l’UAE Team Emirates si stanzi in testa al suddetto iniziando a limare il distacco. La situazione rimane cristallizzata, con la fuga che difende un margine di pressappoco due minuti, almeno fino al Col de Néronne, che apre il quartetto delle dure salite finali. La UAE rimane al comando delle operazioni, con il succedersi in testa di Nils Politt, Tim Wellens, Marc Soler e Pavel Sivakov, mentre è da segnalarsi la caduta in una curva in discesa di Wout Van Aert, il quale rimane tuttavia in grado di proseguire, seppur distante dai compagni della Visma-Lease a Bike. Tra i fuggitivi, rimane in testa Lazkano, che allunga su Healy (che riuscirà a riportarsi sullo spagnolo) e Carapaz, il quale rimane distanziato di circa venti secondi, mentre gli altri battistrada vengono man mano riassorbiti dal gruppo, il quale, dopo essersi avvicinato fino a quarantacinque dai leader della corsa, scollina concedendo altri trenta secondi. Sivakov, però, sul Puy Mary Mas de Peyrol, aumenta l’andatura e, ad un chilometro dal GPM, i tre componenti rimasti della fuga sono costretti ad arrendersi. Adam Yates sostituisce Sivakov e provvede a dettare i ritmi in favore del capitano Tadej Pogačar, privato, intanto, del compagno Juan Ayuso, che perde contatto dalla vetta. Yates imprime un ritmo che manda in difficoltà molti uomini di classifica, tant’è che rimangono in testa solamente João Almeida, Jonas Vingegaard assieme al compagno Wilco Kelderman, Remco Evenepoel scortato da Mikel Landa, Primoz Roglič, Carlos Rodriguez e Giulio Ciccone. Pogačar attacca a pochi metri dallo scollinamento ed a quasi trenta chilometri dal traguardo: lo seguono Vingegaard e Roglič, rimanendo staccati di pochi metri dallo sloveno, mentre rimane più attardato Evenepoel. Pogačar, la cui esplosività dello scatto gli ha consentito di staccare gli avversari, deve difendersi dal ritorno di Vingegaard, capace di allungare su Roglič, negli ultimi metri di salita, ma la Maglia gialla rilancia in discesa e transita al GPM con un margine di dieci secondi sul danese, quindici sullo sloveno della Red Bull-Bora-Hansgrohe e trenta su Evenepoel. Il capitano della UAE riesce a guadagnare qualche secondo sugli inseguitori durante la discesa, con Vingegaard ed Evenepoel che si vedono raggiunti rispettivamente da Roglič e da un gruppo composto da Ciccone, Rodriguez, Almeida e Yates. Gli inseguitori si ricompongono ai piedi del Col de Pertus con un ritardo di trentacinque secondi da Pogačar. Sulla penultima asperità di giornata, Jonas Vingegaard alza il ritmo e con lui rimangono, solo per poco, Roglič ed Evenepoel. Il danese lima pian piano il ritardo dal battistrada, sfoderando 7,2w/kg medi sulla salita (lunga 4,4 chilometri e con una pendenza del 7,9%) e riuscendo infine a riprenderlo poco prima dello scollinamento, in cui lo sloveno riesce a transitare per primo guadagnando otto secondi di abbuono. Evenepoel raggiunge Roglič ed i due rimangono distanziati di cinquanta secondi dalla coppia di testa, che, intanto, collabora. Pogačar e Vingegaard, iniziando il Col de Font de Cère, si vedono avvicinati dagli inseguitori che guadagnano circa venti secondi. La breve discesa seguente, a tre chilometri dal termine, vede la caduta di Roglič, che riesce, però, a rialzarsi ed a continuare l’inseguimento su Evenepoel. Nell’ultimo chilometro, il duo di testa inizia a studiarsi, con Pogačar che non concede più cambi a Vingegaard. Il danese sprinta a duecento metri dal traguardo e lo sloveno lo affianca senza tuttavia riuscire a sorpassarlo. Vingegaard resiste e riesce ad imporsi al fotofinish sulla Maglia gialla ed a trionfare sul traguardo di Le Lioran. Evenepoel conclude in terza posizione a venticinque secondi e Roglič in quarta con un ritardo di cinquantacinque secondi, anche se in seguito verrà accreditato con lo stesso tempo del belga per la regola dei tre chilometri. In classifica generale, Vingegaard guadagna un secondo su Pogačar per via degli abbuoni sul traguardo, rimanendo distante un minuto e quattordici secondi, mentre Evenepoel difende la seconda posizione pur perdendo contatto e trovandosi, adesso, ad un minuto e sei secondi dalla vetta. Roglič è quarto a due minuti e quindici dalla Maglia gialla. Tadej Pogačar fa sua, inoltre, la Maglia a pois, sorpassando di tre punti Jonas Abrahamsen nella classifica a punti.

### 12ª tappa
- 11 luglio: Aurillac > Villeneuve-sur-Lot – 203,6 km

Risultati
| Pos. | Corridore        | Squadra     | Tempo    |
| ---- | ---------------- | ----------- | -------- |
| 1    | Biniam Girmay    | Intermarché | 4h17'15" |
| 2    | Wout Van Aert    | Visma       | s.t.     |
| 3    | Pascal Ackermann | Israel      | s.t.     |

| Pos. | Corridore        | Squadra | Tempo     |
| ---- | ---------------- | ------- | --------- |
| 1    | Tadej Pogačar    | UAE     | 49h17'49" |
| 2    | Remco Evenepoel  | Soudal  | a 1'06"   |
| 3    | Jonas Vingegaard | Visma   | a 1'14"   |

Descrizione e riassunto
La dodicesima tappa, con partenza da Aurillac ed arrivo a Villeneuve-sur-Lot, presenta un dislivello totale di 2200 metri, tre GPM di quarta categoria (la Côte d'Autoire, la Côte de Rocamadour e la Côte de Montcléra) ed un percorso ondulato nella prima metà e più pianeggiante nelle fasi finali, prestandosi, così, ad un possibile arrivo in volata. All'inizio della frazione, tentano di evadere dal peloton Kevin Geniets, Thomas Gachignard e Louis Meintjes, ma, poco dopo, il tentativo del terzetto viene neutralizzato dal gruppo. È da segnalarsi il ritiro del velocista Fabio Jakobsen, già staccatosi dal gruppo dopo pochi chilometri dal via. Tentano, poi, di andar in fuga quattro corridori: Valentin Madouas, Jonas Abrahamsen, Quentin Pacher ed Anthony Turgis. Nel gruppo, intanto, si verifica una caduta che vede coinvolti, tra gli altri, anche Geraint Thomas e la Maglia gialla Tadej Pogačar, pur senza gravi conseguenze. Le vittime della caduta, scortati dai compagni di squadra, riescono a rientrare nel plotone, dato anche che quest'ultimo abbassa il ritmo, consentendo al quartetto in fuga di guadagnare terreno. La Alpecin-Deceuninck si porta al comando delle operazioni, gestendo il ritardo della fuga che si stabilizza intorno ai tre minuti. Abrahamsen raccoglie punti validi per la Classifica scalatori, mentre Pello Bilbao è costretto a staccarsi dal gruppo, non riuscendo a tenere il suo passo. La Intermarché-Wanty e la Movistar vengono in aiuto alla Alpecin-Deceuninck in testa al gruppo col fine comune di annullare il ritardo dai fuggitivi e preparare al meglio i propri sprinter. Il ricongiungimento avviene a quaranta chilometri dal traguardo. Si registra un'altra caduta: ne rimangono coinvolti Aleksej Lucenko, il quale ha innescato la carambola, Primož Roglič e Mathieu van der Poel. Lo sloveno della Red Bull-Bora-Hansgrohe rimane attardato e, malgrado l'aiuto dei compagni di squadra, si ritroverà a perdere sul traguardo due minuti e ventisette secondi. Nel gruppo, entrato negli ultimi chilometri, ha inizio la sfida per l'egemonia delle posizioni di testa: la Arkéa-B&B Hotels affronta l'ultimo chilometro da leader, preparandosi a lanciare la volata di Arnaud Démare. Il francese si sposta verso le transenne chiudendo Wout Van Aert, il quale è costretto a cambiare direzione. Il belga della Team Visma-Lease a Bike ingaggia un duello per la vittoria con la Maglia verde Biniam Girmay, che s'impone in rimonta sul traguardo di Villeneuve-sur-Lot, siglando la terza vittoria dell'edizione. Arnaud Démare, il quale aveva guadagnato la terza posizione, viene declassato dalla giuria di due posizioni per via della chiusura su Van Aert; sale sul podio, così, Pascal Ackermann. Nella Classifica a punti, Girmay guadagna altri punti su Jasper Philipsen, classificatosi, in questa tappa, quarto, anche per via del mancato aiuto da parte di van der Poel, vittima della caduta, staccandolo, perciò, di centosette punti.

### 13ª tappa
- 12 luglio: Agen > Pau – 165,3 km

Risultati
| Pos. | Corridore        | Squadra | Tempo    |
| ---- | ---------------- | ------- | -------- |
| 1    | Jasper Philipsen | Alpecin | 3h23'09" |
| 2    | Wout Van Aert    | Visma   | s.t.     |
| 3    | Pascal Ackermann | Israel  | s.t.     |

| Pos. | Corridore        | Squadra | Tempo     |
| ---- | ---------------- | ------- | --------- |
| 1    | Tadej Pogačar    | UAE     | 52h40'58" |
| 2    | Remco Evenepoel  | Soudal  | a 1'06"   |
| 3    | Jonas Vingegaard | Visma   | a 1'14"   |

Descrizione e riassunto
La tredicesima tappa, con partenza da Agen ed arrivo a Pau, presenta un dislivello totale di 2000 metri e due GPM di quarta categoria sul finale (la Côte de Blachon e la Côte de Simacourbe) prestandosi, così, grazie al percorso quasi interamente pianeggiante eccettuate le succitate asperità, ad una volata finale. Alla vigilia della frazione, si registra il ritiro, per via delle conseguenze della caduta del giorno precedente, del capitano della Red Bull-Bora-Hansgrohe Primož Roglič, sesto in classifica generale prima dell'abbandono. I ritmi si rivelano serrati fin dall'inizio delle ostilità: Mathieu van der Poel evade dal gruppo dando il via alla prima fuga di giornata, alla quale si uniscono prima quindici corridori, tra cui Arnaud De Lie e, sorprendentemente, anche un uomo di classifica quale Adam Yates, ottavo in classifica generale e compagno della Maglia gialla Tadej Pogačar dalla quale dista sette minuti, poi altri sette, andando, perciò, a formare un corposo manipolo di uomini al comando. Gli attaccanti costruiscono un margine di circa quaranta secondi dal plotone, che, intanto, si spezza in due: Wout Van Aert accelera e rimangono alla sua ruota solo Tadej Pogačar, Jonas Vingegaard, Tiesj Benoot, Matteo Jorgenson, Christophe Laporte, João Almeida, Remco Evenepoel, Victor Campenaerts e Pascal Ackermann, riuscendo a staccare di venti secondi il resto del gruppo. Nel mentre si ritira dalla corsa anche Juan Ayuso, risultato positivo al COVID-19. La scissione dal gruppo ha, tuttavia, vita breve, dato che le due sezioni si ricongiungono dopo appena dieci chilometri. Le sei formazioni non rappresentate dalla numerosa fuga, ovverosia la Jayco-AlUla, la Visma-Lease a Bike, la Ineos Grenadiers, la Decathlon-Ag2R La Mondiale, la Arkéa-B&B Hotels e la Cofidis, iniziano a collaborare con lo scopo comune di controllare il vantaggio degli attaccanti, che oscillerà sempre intorno al minuto. Tentano l'allungo, tra i fuggitivi, Magnus Cort Nielsen, Michał Kwiatkowski, Julien Bernard e Romain Grégoire. Il quartetto riesce nel suo intento e guadagna un minuto sulla fuga inseguitrice, che verrà raggiunta dal peloton a sessantotto chilometri dal termine. Il gruppo si spezza nuovamente in un tratto ventoso, ma quasi tutti gli uomini di classifica riescono a non perdere terreno ed a raggiungere, anche, i quattro battistrada, ad eccezione dell'alfiere della Decathlon AG2R La Mondiale Felix Gall, che, comunque, grazie all'aiuto dei compagni di squadra, riuscirà a rientrare a quaranta chilometri dal traguardo. In vista dei GPM, tentano l'allungo, senza successo, Jonas Abrahamsen e Rasmus Tiller; Richard Carapaz e Tobias Halland Johannessen, d'altro canto, riusciranno a staccare il plotone di venticinque secondi, prima che le compagini al servizio dei velocisti guadagnino il controllo delle operazioni neutralizzando il tentativo degli attaccanti. Evadono poi Jasper Stuyven, Brent Van Moer e Fabien Grellier, con quest'ultimo che non riesce a tenere il passo dei primi due venendo riassorbito dal gruppo, dal quale si staccano, ancora, Mathieu Burgaudeau e Christophe Laporte. I due raggiungono i battistrada, prima che in gruppo la Cofidis e la Lotto Dstny, grazie al lavoro di Guillaume Martin e Victor Campenaerts, chiudano il gap. Stuyven va di nuovo all'attacco, portando con sè Maxim Van Gils e Kévin Vauquelin. Altri corridori si riportano in testa ma la Visma-Lease a Bike provvede, prontamente, a neutralizzare l'azione. Abrahamsen tenta nuovamente l'allungo a tre chilometri dalla conclusione, ma il lavoro del portacolori della UAE Team Emirates Nils Politt costringe il gruppo ad aumentare il passo, sancendo la fine degli attacchi di giornata. La Lotto Dstny affronta in testa gli ultimi mille metri, prima di venire sorpassata dalla Visma-Lease a Bike. Dal lato opposto della carreggiata, una caduta, innescata da Maxim Van Gils, coinvolge Amaury Capiot, Axel Zingle e Cees Bol, oltre ad ostacolare il tentativo di volata di Arnaud Démare, compagno dello stesso Van Gils. Christophe Laporte si prepara, nel rettilineo finale, a lanciare lo sprint di Van Aert, ma il transalpino sbaglia i tempi, lasciando scoperto per troppo tempo il belga. Ne approfitta Jasper Philipsen, che scatta e resiste al ritorno del connazionale, trionfando sul traguardo di Pau e conquistando la seconda vittoria dell'edizione. Guadagna la terza piazza, davanti alla Maglia verde Biniam Girmay, Pascal Ackermann. Nella classifica a punti, Philipsen si avvicina alla vetta rappresentata dallo stesso Girmay: i due velocisti sono staccati, adesso, di settantasei punti.

### 14ª tappa
- 13 luglio: Pau > Saint-Lary-Soulan Pla d'Adet – 151,9 km

Risultati
| Pos. | Corridore        | Squadra | Tempo    |
| ---- | ---------------- | ------- | -------- |
| 1    | Tadej Pogačar    | UAE     | 4h01'51" |
| 2    | Jonas Vingegaard | Visma   | a 39"    |
| 3    | Remco Evenepoel  | Soudal  | a 1'10"  |

| Pos. | Corridore        | Squadra | Tempo     |
| ---- | ---------------- | ------- | --------- |
| 1    | Tadej Pogačar    | UAE     | 56h42'39" |
| 2    | Jonas Vingegaard | Visma   | a 1'57"   |
| 3    | Remco Evenepoel  | Soudal  | a 2'22"   |

Descrizione e riassunto
La quattordicesima tappa, con partenza da Pau ed arrivo, per la prima volta in salita, a Saint-Lary-Soulan Pla d'Adet, passa, ineditamente in quest'edizione, sui Pirenei e presenta un dislivello totale di 4000 metri e tre GPM, di cui uno di seconda categoria (Horquette d'Ancizan) e due hors catégorie (il mitico e ripidissimo Col du Tourmalet e l'ascesa di Saint-Lary-Soulan Pla d'Adet). Alla vigilia della tappa, si registrano i ritiri, per via dei sintomi da COVID-19, di Thomas Pidcock e Guillame Boivin. L'inizio della frazione vede diversi tentativi infruttuosi di fuga (tra gli altri, quelli dell’alfiere della Lotto Dstny Victor Campenaerts, di Frank van den Broek, di Simon Geschke, di Nico Denz, di David Gaudu, dei velocisti della Alpecin-Deceuninck e della Intermarchè-Wanty Jasper Philipsen e Biniam Girmay e di Tobias Halland Johannessen) e la crisi con conseguente ritiro di Amaury Capiot, già vittima della caduta nel finale della tappa precedente. La fuga riesce a concretizzarsi dopo quaranta chilometri dall'inizio delle ostilità: ne sono protagonisti Bryan Coquard, Mathieu van der Poel, Arnaud De Lie e Cedric Beullens, ai quali poco dopo si aggiungeranno Oier Lazkano, Magnus Cort Nielsen, Kévin Vauquelin e Raúl García Pierna. Alle loro spalle evadono dal gruppo altri quindici corridori, tra i quali figurano anche la Maglia verde Girmay e il detentore della suddetta, cioè Philipsen. I leader della corsa precedono di ventidue secondi il gruppo inseguitore, mentre il plotone, trainato dal portacolori della UAE Team Emirates Nils Politt, dista due minuti. Transita per primo al traguardo volante di Esquièze-Sère Bryan Coquard, mentre il peloton perde contatto dai battistrada, trovandosi, adesso, a quattro minuti. Alle pendici del Col du Tourmalet, la fuga inseguitrice, dalla quale sono costretti a desistere velocisti quali Philipsen e Girmay, raggiunge la testa della corsa, che conta, dopo la congiunzione, diciassette unità, e che difende il vantaggio di quattro minuti dal gruppo. Sul Tourmalet, la fuga, così come il plotone, va incontro ad un'inesorabile scrematura, ed i battistrada rimangono in dieci. Lazkano transita per primo al GPM, seguito da Gaudu e Bruno Armirail, che provvede, dopo, a far l’andatura in discesa. Sull'Horquette d'Ancizan Marc Soler prende il posto di Politt in testa al gruppo alzando notevolmente il ritmo, mentre davanti, Ben Healy resta con Michał Kwiatkowski, Louis Meintjes, Lazkano e Gaudu, il quale conquista il GPM. In discesa, un minuto separa il peloton dai superstiti della fuga. Pavel Sivakov sostituisce Soler nel gruppo ai piedi della salita conclusiva di Saint-Lary-Soulan e di Pla D'Adet, mentre Ben Healy allunga sui compagni di fuga, restando da solo al comando. João Almeida subentra a Sivakov a dieci chilometri dal termine, mentre davanti Healy dista circa quaranta secondi. Adam Yates si lancia all’inseguimento dell’irlandese, raggiungendolo a cinque chilometri dal traguardo. Tadej Pogačar attacca; Jonas Vingegaard, Remco Evenepoel e Carlos Rodríguez tentano di seguirlo, ma l’accelerazione brutale dello sloveno è inimitabile per gli inseguitori, che sono costretti a perdere terreno. Pogačar si riporta su Yates, mentre Evenepoel rimane a ruota di Vingegaard e Rodríguez non riesce a tenere il passo degli inseguitori, che risultano staccati di dieci secondi dalla Maglia gialla. Lo sloveno stacca il compagno britannico e rilancia l'azione tenendo un ritmo lestissimo, mentre dietro Vingegaard aumenta il passo e distanzia Evenepoel. Se in un primo momento l'andatura del danese sembra poter impensierire lo sloveno, poco dopo s'invertono i ruoli, con Pogačar che ritrova potenza e Vingegaard che perde efficacia. Negli ultimi mille metri, lo sloveno gode di un vantaggio di venti secondi sull'inseguitore, che continua a perdere terreno. Tadej Pogačar trionfa sul traguardo di Pla d'Adet, mentre Jonas Vingegaard conclude con un ritardo di trentanove secondi e perdendo in classifica generale quarantatré secondi per via dell'ulteriore tempo guadagnato dalla Maglia gialla grazie all'abbuono sulla linea d'arrivo. Sale sul podio Remco Evenepoel, perdendo un minuto e dieci dalla vetta e venendo scalzato, in classifica generale, dallo stesso Vingegaard, che così guadagna la piazza d'onore. In Classifica scalatori, Pogačar vanta tredici punti di vantaggio sul rivale danese, mentre Jonas Abrahamsen, terzo, si trova a venti lunghezze dalla vetta.

### 15ª tappa
- 14 luglio: Loudenvielle > Plateau de Beille – 197,7 km

Risultati
| Pos. | Corridore        | Squadra | Tempo    |
| ---- | ---------------- | ------- | -------- |
| 1    | Tadej Pogačar    | UAE     | 5h13'55" |
| 2    | Jonas Vingegaard | Visma   | a 1'08"  |
| 3    | Remco Evenepoel  | Soudal  | a 2'51"  |

| Pos. | Corridore        | Squadra | Tempo     |
| ---- | ---------------- | ------- | --------- |
| 1    | Tadej Pogačar    | UAE     | 61h56'24" |
| 2    | Jonas Vingegaard | Visma   | a 3'09"   |
| 3    | Remco Evenepoel  | Soudal  | a 5'19"   |

Descrizione e riassunto
La quindicesima tappa, seconda frazione pirenaica di questo Tour, parte da Loudenvielle e termina a Plateau de Beille, presentando un dislivello di 4800 metri in 197 chilometri e cinque ripidi GPM, di cui quattro di prima categoria (il Col de Peyresourde ad inizio di tappa, il Col de Menté seguito dal Col de Portet-d'Aspet ed il Col d'Agnes, sito nelle fasi finali) ed uno hors catégorie (il Plateau de Beille, sul quale si concluderà la frazione). Fin dall'inizio delle ostilità sulla prima ascesa di giornata, la corsa vede diversi tentativi di attacco così come tanti corridori staccarsi dal gruppo (tant'è che in quest'ultimo, dopo lo scollinamento, saranno rimasti solamente quaranta atleti); tentano l'allungo otto ciclisti, tra i quali spiccano Jai Hindley, capitano, dopo l'abbandono di Primož Roglič, della Red Bull-Bora-Hansgrohe, Romain Bardet e David Gaudu, che transiterà per primo al GPM, prima di venir riassorbiti dal peloton durante la discesa successiva. Evade poi Bob Jungels, seguito poi da un corposo drappello di venti unità (comprendente nuovamente Hindley, che è accompagnato, tra gli altri, anche da Michael Matthews, Lenny Martinez, Rui Costa, Jakob Fuglsang, Enric Mas, Alex Aranburu, Davide Formolo, Gregor Mühlberger, Louis Meintjes, Biniam Girmay, Magnus Cort Nielsen e Tobias Halland Johannessen), il quale riuscirà a guadagnare rapidamente un minuto di vantaggio dal gruppo. La Maglia verde Biniam Girmay transita per primo al traguardo volante di Marignac, salvo poi venir declassato in terza posizione dalla giuria a seguito di un pericoloso cambio di direzione ai danni di Matthews. Il Team DSM-Firmenich PostNL, non essendo rappresentato dalla fuga, provvede a dettare il ritmo in testa al plotone con lo scopo di contenere il gap. Sul Col de Menté, Richard Carapaz (aiutato dal compagno Rui Costa), Laurens De Plus, Matteo Sobrero, Ben Healy, Oscar Onley e Simon Yates riescono a raggiungere il gruppo dei fuggitivi, dal quale, intanto, si staccano diversi corridori. Gli uomini al comando diventano, quindi, diciassette, con un margine di circa un minuto e quaranta sul peloton, che, intanto, è trainato dalla Visma-Lease a Bike. Javier Romo conquista il GPM, mentre Magnus Cort perde contatto dalla vetta. La corsa si cristallizza durante la successiva discesa, prima che, sul Col de Portet-d'Aspet, i battistrada perdano del margine sul plotone, smarrendo trenta secondi. A far l'andatura in testa ai fuggitivi, che rimangono in quindici dopo una foratura di Meintjes, sono Jungels e Sobrero, grazie al cui lavoro il vantaggio sul plotone torna a salire, arrivando a toccare i tre minuti e trenta a settantacinque chilometri dal traguardo. Sul Col d'Agnes, in testa rimangono i soli Laurens De Plus, Enric Mas, Jai Hindley e Richard Carapaz, mentre gli altri fuggitivi sono costretti ad arrendersi e farsi riprendere dal plotone. Sul quartetto di testa, durante la successiva ascesa di Port de Lers, riuscirà a riportarsi anche il portacolori scandinavo della Uno-X Mobility Tobias Halland Johannessen. Nel gruppo Maglia gialla, ridotto ormai ad una quindicina di corridori, continuano a dettare il passo i due uomini della Visma-Lease a Bike Wilco Kelderman e Matteo Jorgenson, che tengono ad un margine di sicurezza il quintetto al comando. Sull'ultima lunga salita di giornata di Plateau de Beille, Kelderman si sfila lasciando il comando delle operazioni nelle mani di Jorgenson, che aumenta notevolmente il passo imprimendo un forcing deciso, preparando l'attacco del suo capitano Jonas Vingegaard; il distacco dei cinque leader, così, cala drasticamente. Vingegaard attacca: Tadej Pogačar non esita a portarsi alla sua ruota, mentre a Remco Evenepoel non riesce il contrattacco immediato, pur riuscendo a contenere il ritardo dai due. La coppia vincitrice delle ultime quattro edizioni raggiunge i superstiti della fuga e passa al comando; Evenepoel perde contatto, smarrendo circa un minuto. Pogačar rimane attaccato a Vingegaard, non cedendo terreno neanche quando il danese tenta di alzare il ritmo con una nuova progressione. La Maglia gialla contrattacca; Vingegaard non è in grado di rispondere allo scatto esplosivo dello sloveno e, perciò, si vede progressivamente staccato. La progressione brutale di Pogi manda in crisi Vingegaard, il cui ritardo passa prima da venti secondi, poi da quaranta a tre chilometri dal termine per poi arrivare a sfiorare il minuto negli ultimi mille metri. Tadej Pogačar trionfa sul traguardo di Plateau de Beille, rifilando a Jonas Vingegaard, il quale subisce dallo sloveno la peggior sconfitta alla Grande Boucle, un distacco di un minuto e otto secondi. Remco Evenepoel sale sul podio perdendo due minuti e cinquantuno secondi dalla vetta e precedendo Mikel Landa e João Almeida. In classifica generale, Pogačar adesso gode di un vantaggio di tre minuti e nove secondi su Vingegaard e di cinque minuti e diciannove secondi su Evenepoel.

### 16ª tappa
- 16 luglio: Gruissan > Nîmes – 188,6 km

Risultati
| Pos. | Corridore          | Squadra | Tempo    |
| ---- | ------------------ | ------- | -------- |
| 1    | Jasper Philipsen   | Alpecin | 4h11'27" |
| 2    | Phil Bauhaus       | Bahrain | s.t.     |
| 3    | Alexander Kristoff | Uno-X   | s.t.     |

| Pos. | Corridore        | Squadra | Tempo     |
| ---- | ---------------- | ------- | --------- |
| 1    | Tadej Pogačar    | UAE     | 66h07'51" |
| 2    | Jonas Vingegaard | Visma   | a 3'09"   |
| 3    | Remco Evenepoel  | Soudal  | a 5'19"   |

Descrizione e riassunto
La sedicesima tappa, con partenza da Gruissan e traguardo a Nîmes, presenta un dislivello totale di 1200 metri e un GPM di quarta categoria (la Côte de Fambetou), adattandosi, così, dato il percorso quasi interamente pianeggiante, alle caratteristiche delle ruote veloci. L'avvio della frazione vede i fallimentari tentativi di fuga da parte di Stefan Küng, Sandy Dujardin e Kevin Geniets e l'andatura quasi inerziale del peloton, non interessato ad imprimere alcun tipo di forcing. Si giunge placidamente, quindi, al traguardo volante di Les Matellettes, in cui transita per primo il corridore francese della Cofidis Bryan Coquard, seguito da Jasper Philipsen, Anthony Turgis e dalla Maglia verde Biniam Girmay, che concede quattro punti al belga della Alpecin-Deceuninck. Poco dopo riesce ad evadere dal gruppo il portacolori francese della TotalEnergies Thomas Gachignard, il quale, pur sempre facilmente monitorato dal plotone, riuscirà a costruire un vantaggio massimo di due minuti e trenta secondi. Il peloton, condotto dalla Alpecin-Deceuninck e dalla Jayco AlUla, inizia a limare il ritardo dal solitario attaccante a quaranta chilometri dalla conclusione, riuscendo a riassorbirlo appena quindici chilometri più tardi. I ritmi rimangono contenuti fino a diecimila metri dal traguardo, quando le compagini al servizio dei velocisti iniziano ad affrettare il passo. Gli ultimi sei chilometri presentano un percorso caratterizzato da diverse insidiose rotonde ed a pagarne il fio, per via anche delle elevate velocità del plotone, è proprio la Maglia verde Girmay, che rimane vittima di una caduta. Negli ultimi mille metri, la squadra posizionata al meglio, in un gruppo molto allungato a causa delle succitate rotonde, è la Alpecin-Deceuninck di Jasper Philipsen, che si appresta, poco dopo, ad organizzare lo sprint del belga: Robbe Ghys porta in testa Mathieu van der Poel proprio in concomitanza dell'ultima curva, posta a trecento metri dal traguardo, ed il campione del mondo provvede, con un tempismo perfetto, a lanciare la volata di Philipsen. Phil Bauhaus prende la scia del belga, non riuscendo, tuttavia, ad impensierirlo: Philipsen, infatti, finalizza agevolmente l'azione di squadra e trionfa sul traguardo di Nîmes, siglando, dopo Tadej Pogačar e Biniam Girmay, la terza tripletta di questo Tour. Bauhaus resiste alla progressione di Alexander Kristoff, riuscendo a guadagnare la piazza d'onore. Nella classifica a punti, Philipsen, dato anche l'incidente di Girmay, si avvicina sensibilmente alla vetta, trovandosi staccato, adesso, di trentadue punti; i due, però, sono costretti a duellare solo in occasione dei traguardi volanti, non essendo più presenti tappe pianeggianti congeniali alle caratteristiche da sprinter.

### 17ª tappa
- 17 luglio: Saint-Paul-Trois-Châteaux > SuperDévoluy – 177,8 km

Risultati
| Pos. | Corridore       | Squadra  | Tempo    |
| ---- | --------------- | -------- | -------- |
| 1    | Richard Carapaz | EF       | 4h06'13" |
| 2    | Simon Yates     | Jayco    | a 37"    |
| 3    | Enric Mas       | Movistar | a 57"    |

| Pos. | Corridore        | Squadra | Tempo     |
| ---- | ---------------- | ------- | --------- |
| 1    | Tadej Pogačar    | UAE     | 70h21'27" |
| 2    | Jonas Vingegaard | Visma   | a 3'11"   |
| 3    | Remco Evenepoel  | Soudal  | a 5'09"   |

Descrizione e riassunto
La diciassettesima tappa, con partenza da Saint-Paul-Trois-Châteaux ed arrivo sulla stazione sciistica situata sulle Prealpi del Devoluy di SuperDévoluy, presenta un dislivello totale di 2850 metri e tre GPM concentrati negli ultimi quaranta chilometri della frazione: il Col Bayard, di seconda categoria, il Col du Noyer, di prima categoria, e l'ascesa finale di SuperDévoluy, di terza categoria. Lo scorcio embrionale della tappa vede del vento laterale soffiare sulla corsa, inducendo le formazioni degli uomini di classifica, tra le quali spicca la Visma-Lease a Bike, ad aumentare il passo. Ne paga le conseguenze il portacolori dell'Astana Qazaqstan Team Aleksej Lucenko, che è costretto ad abbandonare la competizione. L'intensità del vento s'affievolisce e, scongiurata l'apprensione per possibili ventagli, ha inizio una lunga sfida per tentar di andare in fuga. Si registrano gli infruttuosi tentativi iniziali di Wout Van Aert, Jarrad Drizners, Harold Tejada e Tobias Halland Johannessen, succeduti da quelli altrettanto fallimentari da parte di Ben Healy, Geraint Thomas e Matteo Jorgenson; riusciranno nell'intento, invece, Bob Jungels, Romain Grégoire, Tiesj Benoot e Magnus Cort Nielsen, evadendo dal peloton. Sono costretti al ritiro, intanto, anche Sam Bennett e Fernando Gaviria. Nel gruppo, tentano l'allungo altresì Michał Kwiatkowski, Jack Haig, Valentin Madouas, Sean Quinn, Oier Lazkano e Georg Zimmermann, senza, tuttavia, riuscirvi. Il plotone, date anche elevate velocità, si scinde in due sezioni: nella prima sono presenti circa quaranta corridori, tra cui quasi tutti gli uomini di classifica, mentre nella seconda il resto dell'organico, tra cui figura anche l'alfiere della UAE Team Emirates Adam Yates, in difficolta parimenti al compagno Tim Wellens. Evadono dal primo gruppo Christophe Laporte, Laurens De Plus, Mathieu Burgaudeau e Javier Romo, tentando di raggiungere il quartetto di testa, il cui vantaggio si stabilizza intorno al minuto. Grazie al lavoro della EF Education-EasyPost in testa alla frazione attardata del gruppo, vi è il ricongiungimento del peloton, il quale riuscirà anche a riassorbire il quartetto inseguitore capitanato da Laporte. I battistrada raggiungono il traguardo volante di Veynes con un margine di quarantacinque secondi sul plotone, in testa al quale s'impone allo sprint la Maglia verde della Intermarché-Wanty Biniam Girmay, precedendo il contendente della Alpecin-Deceuninck Jasper Philipsen. Prende forma una corposa schiera di contrattaccanti che riesce a staccare il plotone, in cui rimangono la maggior parte degli uomini di classifica; la compongono quarantasette corridori, tra cui spiccano i portacolori della Visma-Lease a Bike Christophe Laporte e Wout Van Aert, a cui fanno da contraltare quelli della UAE Team Emirates Pavel Sivakov e Marc Soler, oltre, tra gli altri, a Simon Yates (il meno attardato in classifica generale e distante trentacinque minuti dalla vetta), Laurens De Plus, Geraint Thomas, Valentin Madouas, Ryan Gibbons, Jasper Stuyven, Bruno Armirail, Matej Mohorič, Wout Poels, Jan Hirt, Nico Denz, David Gaudu, Stefan Küng, Richard Carapaz, Stephen Williams, Guillaume Martin, Enric Mas, Louis Meintjes, Romain Bardet, Oscar Onley, Jonas Abrahamsen, Steff Cras e Jordan Jegat. I quattro leader della corsa riescono, comunque, a mantenere un vantaggio di circa un minuto e trenta secondi sugli inseguitori, mentre il gruppo Maglia gialla abbassa i ritmi staccandosi di oltre cinque minuti dalla vetta. Sul Col Bayard, i transalpini Guillame Martin e Valentin Madouas emergono dal gruppo degli inseguitori, ridottosi, intanto, a trentun unità, iniziando l'inseguimento dei primi quattro. Nella discesa susseguente, i distacchi si cristallizzano, con la coppia francese che dista pressappoco trenta secondi sia dai battistrada che nei confronti del drappello degli inseguitori. Sul Col du Noyer, Martin e Madouas raggiungono la testa della corsa, la quale verrà, poco dopo, sopravanzata dal corridore della Jayco AlUla Simon Yates, autore di una notevole accelerazione. Si gettano all'inseguimento del solitario leader Richard Carapaz e Stephen Williams, che, però, sarà a costretto a desistere non riuscendo a tenere il passo dell'ecuadoriano. A quindici chilometri dal termine, Yates si vede, quindi, raggiunto dall'alfiere della EF Education-EasyPost Carapaz, mentre alle loro spalle si insedia Enric Mas, che insieme a Pavel Sivakov, Oscar Onley e Laurens De Plus, era riuscito riportarsi sui sei ex leader. Carapaz è capace di staccare Yates, scollinando con un vantaggio di quindici secondi sul britannico e di trentacinque su Mas. Nel gruppo Maglia gialla, distante oltre otto minuti dalla vetta, intanto, João Almeida, nella parte più dura della salita, guadagna la testa imprimendo un ritmo che screma il gruppo, riducendolo ad undici corridori. Tadej Pogačar attacca: provano a rispondere Jonas Vingegaard e Remco Evenepoel, ma lo scatto della Maglia gialla è incontenibile e lo sloveno transita al GPM con un margine di undici secondi sul belga e diciassette sul danese. Davanti, Carapaz guadagna ancora qualche secondo su Yates in discesa, giungendo all'ultima asperità di giornata (lunga 3800 metri) con venti secondi di vantaggio sull'inseguitore. Dietro, Vingegaard si ricongiunge a Evenepoel durante la discesa; i due, grazie anche all'aiuto di Christophe Laporte, riescono a riportarsi su Pogačar. Davanti, Carapaz, il cui vantaggio su Yates è continuato a lievitare, trionfa sul traguardo di SuperDévoluy, precedendo di trentasette secondi il britannico e di cinquantasette Enric Mas. Completano la top five Laurens De Plus e Oscar Onley. Dietro, durante l'ascesa conclusiva, Evenepoel attacca; Pogačar e Vingegaard non controbattono e, poco dopo, trovano l'aiuto di Tiesj Benoot, Wout Van Aert (al servizio di Vingegaard) e Pavel Sivakov (per Pogačar), mentre Evenepoel trova sulla sua strada l'aiuto del compagno Jan Hirt. Il belga della Soudal Quick-Step si smarca da Hirt e, in vista del traguardo, accelera nuovamente. A far lo stesso è Pogačar nei confronti di Vingegaard, che non è capace di neutralizzare lo sprint finale dello sloveno. Sul traguardo, Evenepoel, classificatosi in ventiseiesima posizione, precede la Maglia gialla di dieci secondi e Vingegaard di dodici. In classifica generale, Pogačar gode di un vantaggio di tre minuti e undici secondi su Vingegaard e di cinque minuti e nove secondi su Evenepoel, il quale può vantare sette minuti e quarantotto secondi su João Almeida.

### 18ª tappa
- 18 luglio: Gap > Barcelonnette – 179,5 km

Risultati
| Pos. | Corridore          | Squadra       | Tempo    |
| ---- | ------------------ | ------------- | -------- |
| 1    | Victor Campenaerts | Lotto         | 4h10'20" |
| 2    | Mattéo Vercher     | TotalEnergies | s.t.     |
| 3    | Michał Kwiatkowski | Ineos         | s.t.     |

| Pos. | Corridore        | Squadra | Tempo     |
| ---- | ---------------- | ------- | --------- |
| 1    | Tadej Pogačar    | UAE     | 74h45'27" |
| 2    | Jonas Vingegaard | Visma   | a 3'11"   |
| 3    | Remco Evenepoel  | Soudal  | a 5'09"   |

Descrizione e riassunto
La diciottesima tappa, con partenza da Gap ed arrivo a Barcelonette, presenta un dislivello di 3100 metri in 179 chilometri di corsa e cinque GPM di terza categoria spalmati durante il percorso (il Col du Festre, la Côte de Corps, il Col de Manse, la Côte de Saint-Apollinaire e la Côte des Demoiselles Coiffées), prefigurandosi ad una possibile vittoria di una fuga. Subito dopo l'avvio delle ostilità, diversi tentativi d'attacco caratterizzano la corsa. Ad inaugurare le velleità dei fuggitivi è Krists Neilands, seguito da Michael Matthews, Mathieu Van Der Poel, Jai Hindley, Rui Costa, Magnus Cort Nielsen, Stefan Küng, Jasper Stuyven e Wout Van Aert. Il gruppo formatosi al comando ha, però, vita breve, dato che il peloton alza il ritmo non lasciando spazio. Riprova, poi, riuscendo a guadagnare trenta secondi di margine, il belga Stuyven, ma il forcing della Visma-Lease a Bike in testa al gruppo neutralizza anche questo tentativo. Sulle pendici del Col du Festre, una nutrita schiera di corridori si stacca dal plotone: la compongono trentasette uomini, tra cui spiccano Wout Van Aert, Michael Matthews, Michał Kwiatkowski, Geraint Thomas, Toms Skujiņš, Bruno Armirail, Wout Poels, Jai Hindley, Matteo Sobrero, Richard Carapaz, Ben Healy, Victor Campenaerts, Guillaume Martin, Oier Lazkano, Louis Meintjes e Tobias Halland Johannessen. Guadagna la testa del peloton il portacolori della UAE Team Emirates Tim Wellens, il quale calmiera l'andatura permettendo alla fuga, in cui non figurano uomini di classifica pericolosi per il gruppo, di guadagnare velocemente terreno ed agli atleti attardati di rientrare. I fuggitivi, dopo ottanta chilometri di corsa, godono di un vantaggio di circa cinque minuti dal peloton. Nelle successive asperità, tentano di allungare nel gruppo di testa Ben Healy, Tobias Halland Johannessen, Geraint Thomas, Sean Quinn e Michał Kwiatkowski, tuttavia non riuscendovi. Johannessen transita per primo sulla Côte de Saint-Apollinaire, mentre il plotone è attardato di oltre dieci minuti. Sull'ultimo GPM, il tentativo di allungo in testa di Bart Lemmen, Julien Bernard, Oier Lazkano e Richard Carapaz viene neutralizzato dal resto dell'organico della fuga, mentre più felice è l'azione da parte di Kwiatkowski, che alza il ritmo presso lo scollinamento. In discesa, provvedono a riportarsi a ruota del leader i soli Victor Campenaerts e Mattéo Vercher; fallisce, d'altro canto, l'inseguimento di Johannessen, che rimane vittima di una caduta rallentando, anche, gli inseguitori dei tre battistrada. Un manipolo di cinque uomini si insedia alle spalle della testa della corsa: a farne parte sono Bart Lemmen, Toms Skujiņš, Jai Hindley, Krists Neilands e Oier Lazkano. I suddetti inseguitori entrano negli ultimi venti chilometri con un ritardo di quaranta secondi dal trittico al comando, che collabora scambiandosi regolari cambi. I tre leader, nei successivi chilometri, si apprestano a risparmiare energie (perdendo del margine dagli inseguitori) in vista di una possibile volata a ranghi ristretta finale, dato il percorso pianeggiante. Negli ultimi mille metri, Vercher cerca di anticipare gli avversari partendo prestissimo, ma Kwiatkowski, con Campenaerts a ruota, rintuzza l'azione prematura del transalpino. Il polacco si ritrova, così, in prima posizione e, guardandosi continuamente alle spalle, cerca di ritardare difensivamente lo sprint. A centocinquanta metri dal traguardo parte Campanaerts, che resiste al contrattacco degli altri due e trionfa sul traguardo di Barcelonette, precedendo Vercher e Kwiatkowski. Il gruppo Maglia gialla conclude con un ritardo dalla vetta superiore ai tredici minuti.

### 19ª tappa
- 19 luglio: Embrun > Isola 2000 – 144,6 km

Risultati
| Pos. | Corridore        | Squadra | Tempo    |
| ---- | ---------------- | ------- | -------- |
| 1    | Tadej Pogačar    | UAE     | 4h04'03" |
| 2    | Matteo Jorgenson | Visma   | a 21"    |
| 3    | Simon Yates      | Jayco   | a 40"    |

| Pos. | Corridore        | Squadra | Tempo     |
| ---- | ---------------- | ------- | --------- |
| 1    | Tadej Pogačar    | UAE     | 78h49'20" |
| 2    | Jonas Vingegaard | Visma   | a 5'03"   |
| 3    | Remco Evenepoel  | Soudal  | a 7'01"   |

Descrizione e riassunto
La diciannovesima tappa, con partenza da Embrun ed arrivo sulla stazione sciistica di Isola 2000 sita nel dipartimento delle Alpi Marittime, presenta un dislivello totale di 4400 metri e tre ripidissimi GPM alpini: il Col de Vars (hors catégorie), la Cime de la Bonette (hors catégorie) e l'asperità finale di prima categoria di Isola 2000 su cui è posto il traguardo. La frazione vede, fin da subito, una numerosa schiera di corridori staccarsi dal peloton: su iniziativa del portacolori francese della Visma-Lease a Bike Christophe Laporte, evadono circa venti atleti, tra cui i compagni del suddetto Wilco Kelderman e Matteo Jorgenson, oltre anche a, citandone alcuni, Christopher Juul-Jensen, Michał Kwiatkowski, Nicolas Prodhomme, Ilan Van Wilder, Jai Hindley, Neilson Powless, Bryan Coquard, Oier Lazkano, Cristián Rodríguez, Oscar Onley, Magnus Cort Nielsen e Jonas Abrahamsen. La EF Education-EasyPost attua un forcing deciso in testa al plotone per non lasciar andare i fuggitivi e aspettare il momento propizio per lanciare Richard Carapaz; d'altro canto, i tre uomini della Visma-Lease a Bike provvedono a dettare il ritmo in testa, tesaurizzando il vantaggio accumulato. Bryan Coquard transita per primo al traguardo volante di Guillestre, mentre, più tardi, sul Col de Vars, prende forma un manipolo di contrattaccanti composto dal succitato Carapaz, Egan Bernal, Romain Bardet e Simon Yates. Durante l'ascesa, la fuga va incontro ad una consistente selezione, mentre i soli Carapaz (aiutato dal compagno Powless) e Yates (scortato da Juul-Jensen) completano la loro rimonta portandosi sulla testa della corsa: nove uomini rimangono, così, al comando (oltre ai già citati rientrati, Matteo Jorgenson, Wilco Kelderman, Nicolas Prodhomme, Oscar Onley, Ilan Van Wilder, Cristián Rodríguez e Jai Hindley). Carapaz si aggiudica il GPM, mentre dietro, invece, il gruppo è trainato dalla UAE Team Emirates. I fuggitivi, in discesa, ampliano il proprio margine dal gruppo a circa quattro minuti. Alle pendici della Cime de la Bonette, Van Wilder, Onley e Prodhomme perdono contatto dai battistrada, non riuscendo più a tenere il loro passo. Dietro, gli alfieri della UAE Team Emirates Nils Politt e Pavel Sivakov alzano il ritmo, provocando una scrematura del gruppo, in cui rimangono quindici corridori; è da notare che, se la Maglia gialla Tadej Pogačar ha ancora a disposizione diversi compagni di squadra, il principale contendente dello sloveno ed uno dei favoriti per la vittoria di tappa alla vigilia della stessa Jonas Vingegaard è rimasto solo. La fuga, durante la lunga salita, si vede avvicinata di un minuto dal gruppo Maglia gialla, che insegue a tre minuti. Carapaz conquista anche il secondo GPM di giornata (la cima più alta di tutta l'edizione), guadagnando la maglia a pois virtuale. Durante la lunga successiva discesa, i sei fuggitivi tornano a guadagnare del margine, vantando quattro minuti e venti secondi a trenta chilometri dal termine. I distacchi si cristallizzano, poi, nel tratto di fondovalle seguente che precede l'ascesa finale. Una volta iniziata la salita (lunga sedici chilometri e con una pendenza media del 7%), si avvicendano in testa al gruppo Maglia gialla prima Marc Soler, poi Adam Yates, mentre Kelderman, davanti, si mette a disposizione del compagno Jorgenson. Non reggono il ritmo dell'olandese, che prepara l'attacco del compagno, Rodríguez e Hindley. Jorgenson, a tredici chilometri dal traguardo, allunga sui compagni di fuga, guadagnando rapidamente margine. Dietro, invece, l'andatura imposta da Yates, che permette di limare il vantaggio dal battistrada a tre minuti, manda in crisi, tra gli altri, anche Giulio Ciccone, Carlos Rodríguez e Santiago Buitrago, riducendo il gruppo Maglia gialla a sette unità. Davanti, Jorgenson, a dieci chilometri dalla conclusione, gode di un vantaggio di circa quaranta secondi su Carapaz e Yates, incaricatisi dell'inseguimento dello statunitense. Dietro, si staccano anche Derek Gee e Mikel Landa. Tadej Pogačar attacca; tentano di rispondere Remco Evenepoel e Jonas Vingegaard, ma la solita brutale accelerazione dello sloveno è indomabile, e i due inseguitori desistono dall'inseguimento. Davanti, Carapaz, dopo essersi portato a venticinque secondi da Jorgenson, si vede sopravanzato da Yates. Dietro, Pogačar, partito a nove chilometri dal traguardo e distante tre minuti dal solitario leader, inizia la personale rimonta, mentre Vingegaard ed Evenepoel si uniscono a Landa e João Almeida. Pogačar, dopo due chilometri dall'inizio dell'inseguimento, si porta a due minuti da Jorgenson, mentre il quartetto presidiato da Evenepoel è già attardato di un minuto. Il passo infernale della Maglia gialla le permette di riprendere velocemente i vari componenti della fuga e di sorpassare Carapaz a quattro chilometri al traguardo e Yates un chilometro più tardi. La marcia trionfale dello sloveno si porta a compimento quando, a duemila metri dalla fine delle ostilità, anche il leader Jorgenson viene sopravanzato e agevolmente staccato. Tadej Pogačar trionfa sul traguardo di Isola 2000, siglando la quarta vittoria dell'edizione. Matteo Jorgenson guadagna la piazza d'onore con un ritardo di ventun secondi dalla vetta e precedendo Simon Yates, che paga quaranta secondi. Conclude in quarta posizione Richard Carapaz, ad un minuto e undici secondi da Pogi. Smarriscono un minuto e quarantadue secondi dalla Maglia gialla Remco Evenepoel e Jonas Vingegaard, classificatisi rispettivamente quinto e sesto, con il danese che si è dovuto anche difendere, nel finale, dagli infruttuosi tentativi d'attacco da parte del belga della Soudal Quick-Step. In classifica generale, Pogačar gode di un vantaggio di cinque minuti e tre secondi su Vingegaard e di sette minuti e un secondo su Evenepoel. Tra le posizioni di rincalzo, Mikel Landa, quinto, dista soltanto ventisette secondi da João Almeida.

### 20ª tappa
- 20 luglio: Nizza > Col de la Couillole – 132,8 km

Risultati
| Pos. | Corridore        | Squadra | Tempo    |
| ---- | ---------------- | ------- | -------- |
| 1    | Tadej Pogačar    | UAE     | 4h04'22" |
| 2    | Jonas Vingegaard | Visma   | a 7"     |
| 3    | Richard Carapaz  | EF      | a 23"    |

| Pos. | Corridore        | Squadra | Tempo     |
| ---- | ---------------- | ------- | --------- |
| 1    | Tadej Pogačar    | UAE     | 82h53'32" |
| 2    | Jonas Vingegaard | Visma   | a 5'14"   |
| 3    | Remco Evenepoel  | Soudal  | a 8'04"   |

Descrizione e riassunto
La ventesima tappa, con partenza da Nizza e arrivo sul Col de la Couillole nel dipartimento delle Alpi Marittime, presenta un dislivello totale di 4600 metri e quattro GPM alpini, di cui uno di seconda categoria, sito dopo venti chilometri di corsa (il Col de Braus), e tre di prima categoria spalmati nel resto del percorso (il Col de Turini, il Col de la Colmiane ed il Col de la Couillole, su cui si concluderà la frazione). Alcuni alfieri scandinavi della Uno-X Mobility, tra cui Jonas Abrahamsen e Magnus Cort Nielsen, tentano, durante le fasi iniziali della corsa, di andare in fuga, accompagnati anche, tra gli altri, da Neilson Powless e Anthony Turgis, ma la Red Bull-Bora-Hansgrohe, in testa al gruppo, prontamente provvede a neutralizzare l'azione offensiva. Durante la prima asperità di giornata, già diversi atleti sono costretti a pagare il fio delle fatiche transalpine precedenti, non riuscendo a tenere il ritmo del gruppo. Tentano l'evasione dal peloton, poi, Pavel Sivakov, Laurens De Plus, Matteo Jorgenson, Jan Tratnik, Felix Gall, Bruno Armirail, Nicolas Prodhomme, Santiago Buitrago, Richard Carapaz, Neilson Powless, Derek Gee e Clément Champoussin, ma anche questo tentativo ha vita breve, date le elevate velocità del plotone, sulla cui testa si portano i principali uomini di classifica. Si stacca anche Carlos Rodríguez, sesto in classifica generale. Ad un terzetto composto da Wilco Kelderman, Bruno Armirail e Enric Mas riesce l'allungo, transitando sul GPM (conquistato da Mas) con un vantaggio di circa quaranta secondi sul gruppo. In discesa, Carapaz, Champoussin, Tratnik, Marc Soler e Romain Bardet vanno al contrattacco, iniziando l'inseguimento dei battistrada. Sul Col de Turini, riescono, nel plotone, ad allungare anche Kevin Geniets, Powless, Jasper Stuyven, Nans Peters e Tobias Halland Johannessen. Il gruppo, trainato dalla UAE Team Emirates, perde contatto dai leader, che godono di un margine di quasi cinque minuti. Tratnik, Bardet, Soler e Carapaz raggiungono il terzetto di testa, mentre Champoussin si vede sopravanzato dagli inseguitori capitanati da Stuyven, che distano, intanto, circa un minuto dalla vetta. Durante la lunga salita, Peters e Powless sono costretti a desistere dall'inseguimento, che riesce, d’altro canto, agli altri tre ad un chilometro dal GPM; figurano, così, dieci uomini al comando. Carapaz transita per primo al GPM, mentre, dietro, la Soudal Quick-Step guadagna il comando delle operazioni e aumenta il ritmo rispetto a quanto non faceva il team emiratino. I distacchi si cristallizzano durante la successiva discesa, con il peloton che è attardato di poco meno di quattro minuti dai fuggitivi. Sul Col de la Colmiane, gli uomini al comando iniziano a battagliare, ma ogni tentativo di allungo viene immediatamente neutralizzato dal resto dell’organico della fuga. Carapaz fa suo il GPM, conquistando matematicamente la maglia a pois. Il plotone lima il ritardo, portandosi a tre minuti dalla vetta nel tratto di fondovalle che precede l’ultima asperità di giornata. Sul Col de la Couillole, il portacolori della Visma-Lease a Bike Tratnik si mette al servizio del compagno Kelderman, imprimendo un ritmo che manda in crisi Armirail, Geniets e Stuyven, mentre Soler, staccatosi in precedenza, riesce a rientrare. Nel gruppo, Ilan Van Wilder cede il passo a Jan Hirt, il cui passo non permette, comunque, di guadagnare molto sulla testa della corsa, che a dodici chilometri dal termine vanta due minuti e trenta secondi di vantaggio. Enric Mas allunga, con il solo Richard Carapaz che riesce a tenersi alla sua ruota. Nel peloton, guadagna la testa Mikel Landa, la cui andatura screma notevolmente il gruppo, in cui rimangono, oltre allo spagnolo, i soli Remco Evenepoel, Tadej Pogačar, Jonas Vingegaard, Matteo Jorgenson e João Almeida. Gli ultimi sette chilometri vedono due tentativi d'attacco contemporanei: davanti, Carapaz cerca di staccare Mas, il quale resiste tenacemente; dietro, Evenepoel, lanciato dal compagno Landa, attacca, ma Vingegaard e Pogačar non perdono la sua ruota. Il belga, vedendo che il suo attacco non ha sortito gli effetti sperati (tra gli altri, anche quello di staccare Vingegaard, secondo in classifica generale e distante un minuto e cinquantotto secondi), si ferma, permettendo così a Landa, Jorgenson e Almeida di rientrare. Il portoghese della UAE Team Emirates si porta in testa, aumentando il passo e costringendo Landa a perdere contatto. A cinque chilometri dal traguardo, la coppia al comando si vede avvicinata dal gruppo Maglia gialla, distante, adesso, appena un minuto. Evenepoel attacca nuovamente: Vingegaard, seguito da Pogačar, non si limita soltanto a non perdere terreno dal capitano della Soudal Quick-Step, ma addirittura contrattacca, accelerando e staccandolo. Pogačar, tuttavia, non perde la ruota del danese, e i due guadagnano rapidamente sia su Mas e Carapaz davanti che su Evenepoel dietro. I due vincitori delle ultime quattro edizioni sopravanzano man mano tutti gli ex fuggitivi, riprendendo, anche, a duemilacinquecento metri dal traguardo la coppia composta da Mas e Carapaz, con quest'ultimo che, a differenza dello spagnolo, riesce ad accordarsi ai due. Il terzetto al comando transita all’ultimo chilometro con un vantaggio di trenta secondi su Evenepoel, ma, poco dopo, Carapaz è costretto a cedere, lasciando che il danese e lo sloveno si contendano la vittoria. Vingegaard, rimasto continuamente davanti alla Maglia gialla, cede il passo, a cinquecento metri dal traguardo, allo sloveno, che, negli ultimi centocinquanta, rifila al danese uno scatto brutale: Jonas Vingegaard non è in grado di rispondere e, così, Tadej Pogačar trionfa sul traguardo del Col de la Couillole, siglando la quinta vittoria dell’edizione. Vingegaard perde sette secondi dalla vetta, mentre Carapaz guadagna il podio, transitando con un ritardo di ventitré secondi. Evenepoel guadagna la quarta piazza sopravanzando Mas e perdendo cinquantatré secondi dalla Maglia gialla. In classifica generale, Pogačar gode di un margine di cinque minuti e quattordici secondi su Vingegaard e di otto minuti e quattro secondi su Evenepoel, ipotecando il Tour de France.

### 21ª tappa
- 21 luglio: Monte Carlo (MCO) > Nizza – Cronometro individuale – 33,7 km

Risultati
| Pos. | Corridore        | Squadra | Tempo   |
| ---- | ---------------- | ------- | ------- |
| 1    | Tadej Pogačar    | UAE     | 45'24"  |
| 2    | Jonas Vingegaard | Visma   | a 1'03" |
| 3    | Remco Evenepoel  | Soudal  | a 1'14" |

| Pos. | Corridore        | Squadra | Tempo     |
| ---- | ---------------- | ------- | --------- |
| 1    | Tadej Pogačar    | UAE     | 83h38'56" |
| 2    | Jonas Vingegaard | Visma   | a 6'17"   |
| 3    | Remco Evenepoel  | Soudal  | a 9'18"   |

Descrizione e riassunto
La ventunesima ed ultima tappa, seconda cronometro individuale di questa edizione del Tour, presenta un percorso lungo 33,7 chilometri e con un GPM di seconda categoria, partendo dal Principato di Monaco e terminando, per la prima volta nella storia della Grande Boucle, a Nizza. I motivi che hanno spinto gli organizzatori a non concludere la competizione, come di consueto, sugli Champs Élysées a Parigi sono da ricercarsi nel fatto che, nella capitale francese, pochi giorni dopo la conclusione del Tour, avrebbero preso il via i Giochi della XXXIII Olimpiade. Inoltre, per la prima volta dopo trentacinque anni, la tappa conclusiva del Tour è una cronometro e non la caratteristica passerella adatta ai velocisti sulle strade della capitale. Dopo appena tre chilometri dalla partenza di Monte Carlo, la strada inizia ad impennarsi con la lunga salita del GPM di La Turbie (8,1 km al 5,6% di pendenza media), cui segue un tratto di breve discesa prima della ripida asperità (non classificata come GPM) del Col d'Eze (1,6 km al 8,8%); quindi un breve tratto di falsopiano che precede la lunga discesa che porta al centro di Nizza, in cui vi saranno gli ultimi cinque pianeggianti chilometri costeggianti il lungomare della Promenade des Anglais fino al traguardo, sito in Place Masséna. Tra gli outsider alla vigilia della tappa sono da segnalare le ottime prestazioni da parte di Lenny Martinez e Harold Tejada, classificatisi rispettivamente undicesimo e ottavo, con il colombiano che è anche rimasto a lungo in testa alla graduatoria proprio dopo aver scalzato lo stesso corridore transalpino. Da registrarsi le buone performance di Matteo Sobrero (diciannovesimo), Romain Grégoire (quindicesimo ed a pari tempo col connazionale Quentin Pacher, classificatosi, però, davanti considerando i decimi di secondo), Victor Campenaerts (tredicesimo) e Simon Yates (dodicesimo). Deludenti, d'altro canto, le prove di Carlos Rodríguez (diciassettesimo), di Enric Mas (venticinquesimo), di Jai Hindley (trentaquattresimo) e di Giulio Ciccone (trentaseiesimo), che, in classifica generale, verrà scalzato da Santiago Buitrago (nono ed autore di un'eccellente cronometro) dalla top ten. Adam Yates ha guadagnato la decima piazza, difendendosi da Carlos Rodríguez, distante solo un secondo in classifica generale, mentre Derek Gee si è insediato in sesta posizione precedendo Mikel Landa. Matteo Jorgenson, nonostante una caduta, ha conquistato la quarta casella, anticipando di dieci secondi João Almeida, distante due minuti e diciotto secondi dalla vetta. I big three dell'edizione si sono riconfermati nei primi tre piazzamenti anche in questa occasione, senonché il favorito per la vittoria di tappa Remco Evenepoel abbia concluso sul gradino più basso del podio, ad un minuto e quattordici dal vincitore, che si è rivelato essere il dominatore incontrastato di questo Tour: Tadej Pogačar, che ha trionfato, siglando la sesta vittoria dell'edizione, sul traguardo di Nizza precedendo il principale contendente Jonas Vingegaard di un minuto e tre secondi.
Tadej Pogačar vince la centoundicesima edizione del Tour de France, nonché la terza in carriera, completando il percorso in 83h38'56" alla media di 41,817 km/h, precedendo di 6'17'' Jonas Vingegaard e di 9'18'' Remco Evenepoel e diventando l'ottavo corridore a compiere nell'arco di un solo anno solare l'accoppiata Giro d'Italia-Tour de France.
Biniam Girmay conquista la Maglia verde, precedendo Jasper Philipsen di trentatré punti.
Richard Carapaz fa sua la Maglia a pois, precedendo Tadej Pogačar di venticinque punti.
Remco Evenepoel domina la Classifica giovani, precedendo di 15'46'' Carlos Rodríguez e ottenendo la Maglia bianca.
La UAE Team Emirates consegue la Classifica a squadre, anticipando di 31'51'' la Visma-Lease a Bike.

## Evoluzione delle classifiche
| Tappa              | Vincitore          | Classifica generale Maglia gialla | Classifica a punti Maglia verde | Classifica scalatori Maglia a pois | Classifica giovani Maglia bianca | Classifica a squadre Numero giallo | Premio combattività Numero beige |
| ------------------ | ------------------ | --------------------------------- | ------------------------------- | ---------------------------------- | -------------------------------- | ---------------------------------- | -------------------------------- |
| 1ª                 | Romain Bardet      | Romain Bardet                     | Frank van den Broek             | Jonas Abrahamsen                   | Frank van den Broek              | Team DSM-Firmenich PostNL          | Frank van den Broek              |
| 2ª                 | Kévin Vauquelin    | Tadej Pogačar                     | Jonas Abrahamsen                | Jonas Abrahamsen                   | Remco Evenepoel                  | Movistar Team                      | Jonas Abrahamsen                 |
| 3ª                 | Biniam Girmay      | Richard Carapaz                   | Jonas Abrahamsen                | Jonas Abrahamsen                   | Remco Evenepoel                  | Movistar Team                      | Fabien Grellier                  |
| 4ª                 | Tadej Pogačar      | Tadej Pogačar                     | Jonas Abrahamsen                | Jonas Abrahamsen                   | Remco Evenepoel                  | UAE Team Emirates                  | Oier Lazkano                     |
| 5ª                 | Mark Cavendish     | Tadej Pogačar                     | Biniam Girmay                   | Jonas Abrahamsen                   | Remco Evenepoel                  | UAE Team Emirates                  | Clément Russo                    |
| 6ª                 | Dylan Groenewegen  | Tadej Pogačar                     | Biniam Girmay                   | Jonas Abrahamsen                   | Remco Evenepoel                  | UAE Team Emirates                  | Mads Pedersen                    |
| 7ª                 | Remco Evenepoel    | Tadej Pogačar                     | Biniam Girmay                   | Jonas Abrahamsen                   | Remco Evenepoel                  | UAE Team Emirates                  | non assegnato                    |
| 8ª                 | Biniam Girmay      | Tadej Pogačar                     | Biniam Girmay                   | Jonas Abrahamsen                   | Remco Evenepoel                  | UAE Team Emirates                  | Jonas Abrahamsen                 |
| 9ª                 | Anthony Turgis     | Tadej Pogačar                     | Biniam Girmay                   | Jonas Abrahamsen                   | Remco Evenepoel                  | UAE Team Emirates                  | Jasper Stuyven                   |
| 10ª                | Jasper Philipsen   | Tadej Pogačar                     | Biniam Girmay                   | Jonas Abrahamsen                   | Remco Evenepoel                  | UAE Team Emirates                  | Kobe Goossens                    |
| 11ª                | Jonas Vingegaard   | Tadej Pogačar                     | Biniam Girmay                   | Tadej Pogačar                      | Remco Evenepoel                  | UAE Team Emirates                  | Tadej Pogačar                    |
| 12ª                | Biniam Girmay      | Tadej Pogačar                     | Biniam Girmay                   | Tadej Pogačar                      | Remco Evenepoel                  | UAE Team Emirates                  | Quentin Pacher                   |
| 13ª                | Jasper Philipsen   | Tadej Pogačar                     | Biniam Girmay                   | Tadej Pogačar                      | Remco Evenepoel                  | UAE Team Emirates                  | Magnus Cort Nielsen              |
| 14ª                | Tadej Pogačar      | Tadej Pogačar                     | Biniam Girmay                   | Tadej Pogačar                      | Remco Evenepoel                  | UAE Team Emirates                  | Ben Healy                        |
| 15ª                | Tadej Pogačar      | Tadej Pogačar                     | Biniam Girmay                   | Tadej Pogačar                      | Remco Evenepoel                  | UAE Team Emirates                  | Richard Carapaz                  |
| 16ª                | Jasper Philipsen   | Tadej Pogačar                     | Biniam Girmay                   | Tadej Pogačar                      | Remco Evenepoel                  | UAE Team Emirates                  | Thomas Gachignard                |
| 17ª                | Richard Carapaz    | Tadej Pogačar                     | Biniam Girmay                   | Tadej Pogačar                      | Remco Evenepoel                  | UAE Team Emirates                  | Romain Grégoire                  |
| 18ª                | Victor Campenaerts | Tadej Pogačar                     | Biniam Girmay                   | Tadej Pogačar                      | Remco Evenepoel                  | UAE Team Emirates                  | Tobias Johannessen               |
| 19ª                | Tadej Pogačar      | Tadej Pogačar                     | Biniam Girmay                   | Richard Carapaz                    | Remco Evenepoel                  | UAE Team Emirates                  | Richard Carapaz                  |
| 20ª                | Tadej Pogačar      | Tadej Pogačar                     | Biniam Girmay                   | Richard Carapaz                    | Remco Evenepoel                  | UAE Team Emirates                  | Enric Mas                        |
| 21ª                | Tadej Pogačar      | Tadej Pogačar                     | Biniam Girmay                   | Richard Carapaz                    | Remco Evenepoel                  | UAE Team Emirates                  | non assegnato                    |
| Classifiche finali | Classifiche finali | Tadej Pogačar                     | Biniam Girmay                   | Richard Carapaz                    | Remco Evenepoel                  | UAE Team Emirates                  | Richard Carapaz                  |

Maglie indossate da altri ciclisti in caso di due o più maglie vinte
- Nella 2ª tappa Maxim Van Gils ha indossato la maglia bianca al posto di Frank van den Broek.
- Dalla 3ª alla 5ª tappa Valentin Madouas ha indossato la maglia a pois al posto di Jonas Abrahamsen.
- Dalla 12ª alla 14ª tappa Jonas Abrahamsen ha indossato la maglia a pois al posto di Tadej Pogačar.
- Dalla 15ª alla 19ª tappa Jonas Vingegaard ha indossato la maglia a pois al posto di Tadej Pogačar.

## Classifiche finali

### Classifica generale - Maglia gialla
| Pos. | Corridore         | Squadra | Tempo     |
| ---- | ----------------- | ------- | --------- |
| 1    | Tadej Pogačar     | UAE     | 83h38'56" |
| 2    | Jonas Vingegaard  | Visma   | a 6'17"   |
| 3    | Remco Evenepoel   | Soudal  | a 9'18"   |
| 4    | João Almeida      | UAE     | a 19'03"  |
| 5    | Mikel Landa       | Soudal  | a 20'06"  |
| 6    | Adam Yates        | UAE     | a 24'07"  |
| 7    | Carlos Rodríguez  | Ineos   | a 25'04"  |
| 8    | Matteo Jorgenson  | Visma   | a 26'34"  |
| 9    | Derek Gee         | Israel  | a 27'21"  |
| 10   | Santiago Buitrago | Bahrain | a 29'03"  |

### Classifica a punti - Maglia verde
| Pos. | Corridore        | Squadra       | Punti |
| ---- | ---------------- | ------------- | ----- |
| 1    | Biniam Girmay    | Intermarché   | 387   |
| 2    | Jasper Philipsen | Alpecin       | 354   |
| 3    | Bryan Coquard    | Cofidis       | 208   |
| 4    | Tadej Pogačar    | UAE           | 196   |
| 5    | Anthony Turgis   | TotalEnergies | 180   |

### Classifica scalatori - Maglia a pois
| Pos. | Corridore        | Squadra | Punti |
| ---- | ---------------- | ------- | ----- |
| 1    | Richard Carapaz  | EF      | 127   |
| 2    | Tadej Pogačar    | UAE     | 102   |
| 3    | Jonas Vingegaard | Visma   | 70    |
| 4    | Matteo Jorgenson | Visma   | 54    |
| 5    | Remco Evenepoel  | Soudal  | 50    |

### Classifica giovani - Maglia bianca
| Pos. | Corridore         | Squadra  | Tempo      |
| ---- | ----------------- | -------- | ---------- |
| 1    | Remco Evenepoel   | Soudal   | 83h48'14"  |
| 2    | Carlos Rodríguez  | Ineos    | a 15'46"   |
| 3    | Matteo Jorgenson  | Visma    | a 17'16"   |
| 4    | Santiago Buitrago | Bahrain  | a 19'45"   |
| 5    | Javier Romo       | Movistar | a 1h33'08" |

### Classifica a squadre
| Pos. | Squadra                 | Tempo      |
| ---- | ----------------------- | ---------- |
| 1    | UAE Team Emirates       | 251h36'43" |
| 2    | Team Visma-Lease a Bike | a 31'51"   |
| 3    | Soudal Quick-Step       | a 1h33'06  |
| 4    | Ineos Grenadiers        | a 1h34'05" |
| 5    | Lidl-Trek               | a 2h33'49" |